# Nemrut Dağı
Pour les articles homonymes, voir Nemrut.
Le Nemrut Dağı ou Nemrut Dağ (en français : mont Nemrud ou mont Nemrod) est une montagne de l'Anti-Taurus qui culmine à 2 203 mètres d'altitude. Situé dans la partie méridionale de l'Anatolie centrale, au nord de la frontière syrienne, le Nemrut Dağı domine la vallée de l'Euphrate, et la principale ville turque d'Adıyaman.
Cette montagne doit sa célébrité au monument funéraire du roi Antiochos Ier de Commagène qui couvre son sommet, composé d'un tumulus de 150 m de diamètre et de 50 m de hauteur, comprenant plusieurs ensembles de lieux de culte et de sculptures monumentales du Ier siècle av. J.-C.
Le Nemrut Dağı a été inscrit en 1987 sur la liste du patrimoine mondial de l'UNESCO.

## Toponymie
Le nom turc Nemrut Dağı de la montagne fait référence, comme beaucoup d'autres monts d'Anatolie, au légendaire roi Nemrod ou Nimrud, qui apparaît dans la Bible et dans le Coran.

## Archéologie

### La politique de divinisation des souverains hellénistiques
C'est au sommet de cette montagne, sur un immense tumulus de 150 mètres de diamètre et de 50 mètres de hauteur, qu'ont été découverts les vestiges d'ensembles cultuels spectaculaires datant du royaume de Commagène au Ier siècle av. J.-C.
Au IVe siècle av. J.-C., l'immense empire d'Alexandre le Grand est partagé entre ses généraux, qui établissent, de la Grèce à l'Asie, des royaumes indépendants sur lesquels ils règnent en maitres absolus. Mais pour légitimer leur gouvernance, ils décident à l'instar d'Alexandre, d'organiser le culte divin de leur personne et de leur famille. En Asie, les rois séleucides mettent en place dès leur accession au trône, un culte du roi vivant et de ses ancêtres, tandis qu'en Égypte, les Lagides célèbrent au IIIe siècle av. J.-C. le culte du fondateur de la dynastie, Ptolémée Ier, puis de tous ses successeurs.

### Le sanctuaire d'AntiochosIer
Au IVe siècle av. J.-C., la Commagène est une province du royaume séleucide, mais en 162 av. J.-C., le gouverneur grec se déclare indépendant et constitue le royaume de Commagène. Le pouvoir passe peu après aux mains d'une famille arménienne, dont le père, Mithridate Ier de Commagène, se fait proclamer roi. Son fils, Antiochus Theos Ier lui succède en 62 av. J.-C. et décide alors d'établir son culte personnel ainsi que celui des dieux au sommet de la montagne sainte du Nemrut Dağı.

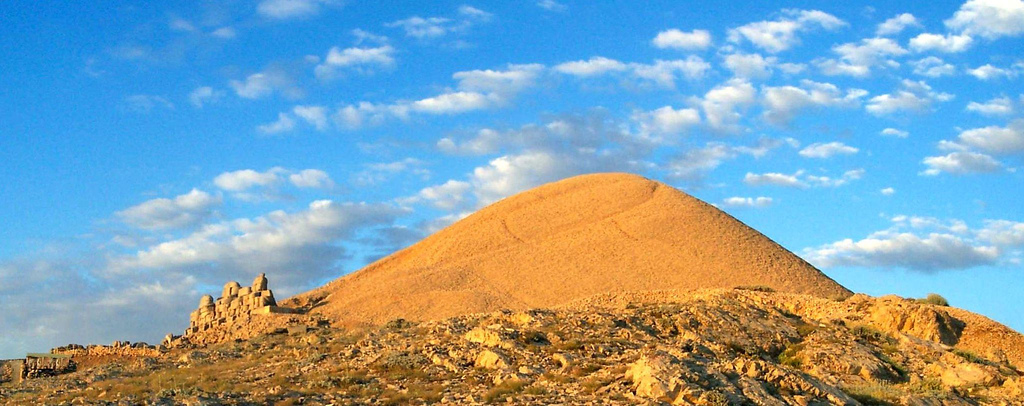
Le tumulus, au sommet de la montagne.

Le mausolée a été découvert en 1881 par un géologue turc[réf. nécessaire], puis signalée à l'attention de l'académie royale des sciences de Berlin par l'intermédiaire du témoignage de Karl Sester (de). En 1882, Alexander Conze propose à Otto Puchstein de se rendre sur place pour aller constater les-dires de Sester. Ce dernier se laisse convaincre de l'emmener sur les lieux du tumulus, et le 4 mai, Puchstein découvre les statues qui confirment les informations qu'avaient transmises Sester. En 1883, Osman Hamdi Bey et Yervant Voskan (en) organisent une visite du site qui fera l'objet d'une publication.
C'est à une expédition américaine, menée par Theresa Goell, à partir de 1953 que l'on doit l'essentiel des recherches. Antiochos Ier avait donc fait construire un énorme tumulus au sommet du Nemrut Dağı, flanqué, à l'est et à l'ouest de deux vastes terrasses. La terrasse ouest, taillée en partie dans le roc, est maintenue par un mur gigantesque sur le versant de la montagne. Elle supporte un groupe de cinq statues encadrées à chaque extrémité par un aigle et un lion et dont la disposition relève de l'hiérothésion. Les statues colossales mesuraient neuf mètres de plus, mais il ne reste plus que leur tête haute de deux mètres. On trouve donc côte à côte les têtes des principaux dieux arméniens : Vahagn, Anahit, Aramazd[réf. souhaitée], la déesse Commagène, et enfin Antiochos lui-même. À proximité, des stèles montrent les effigies d'Antiochos, de son père Mithridate Ier et de sa mère Laodice, qui serrent la main de façon familière aux divinités. Les inscriptions nous apprennent que le roi se prétendait le descendant d'Alexandre par sa mère et de Tigrane le Grand par son père[réf. souhaitée]. La terrasse orientale présente les mêmes dispositions que la terrasse opposée, mais supporte également un autel à incinération. Car le lieu servait au culte royal, célébré chaque mois au cours d'une cérémonie religieuse qui rassemblait les habitants de la région autour des autels. Le tumulus abrite sans doute le tombeau d'Antiochos, mais celui-ci n'a toujours pas été découvert.

#### Le tumulus

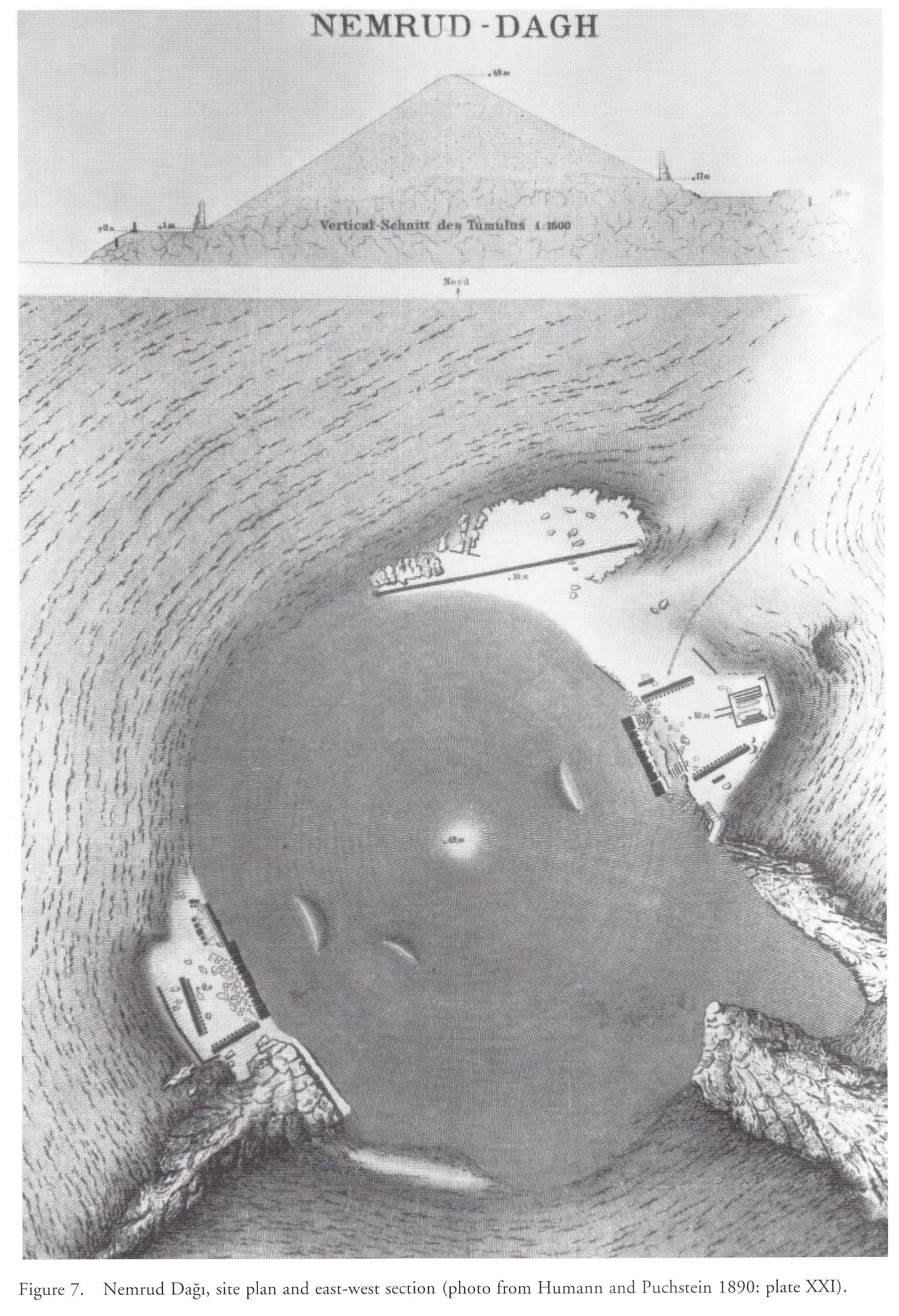
Plan du tumulus et des terrasses, par Carl Humann, 1890.

Le tumulus, d'un diamètre d'environ 150 mètres et d'une hauteur de 45 mètres, est constitué de gravats calcaires amassés au sommet de la montagne. Au pied du tumulus, trois terrasses ont été créées artificiellement à l'est, au nord et à l'ouest. La terrasse est, de forme presque rectangulaire, s'organise autour d'une cour centrale de 21 × 26 mètres environ. Si l'on ajoute les monuments et le grand autel, elle mesure environ 50 × 50 mètres. La terrasse ouest, dix mètres plus bas, a des dimensions hors tout de 50 × 30 mètres et se trouve en partie soutenue artificiellement afin de créer l'espace pour les aménagements.
Selon les calculs du géologue Hans-Gert Bachmann, le tumulus est constitué d'environ 300 000 tonnes de gravats qui ont dû être déplacés, dont une partie provient du terrassement du mont. Les statues monumentales, les animaux de garde et les bases des stèles sont également en calcaire local, et des traces d'extraction sont encore visibles sous la terrasse est. Pour les stèles en relief des ancêtres, du grès verdâtre a été utilisé, qui a été extrait d'une carrière au nord-est de la montagne, à environ une heure et demie à pied.

#### Aménagement des terrasses

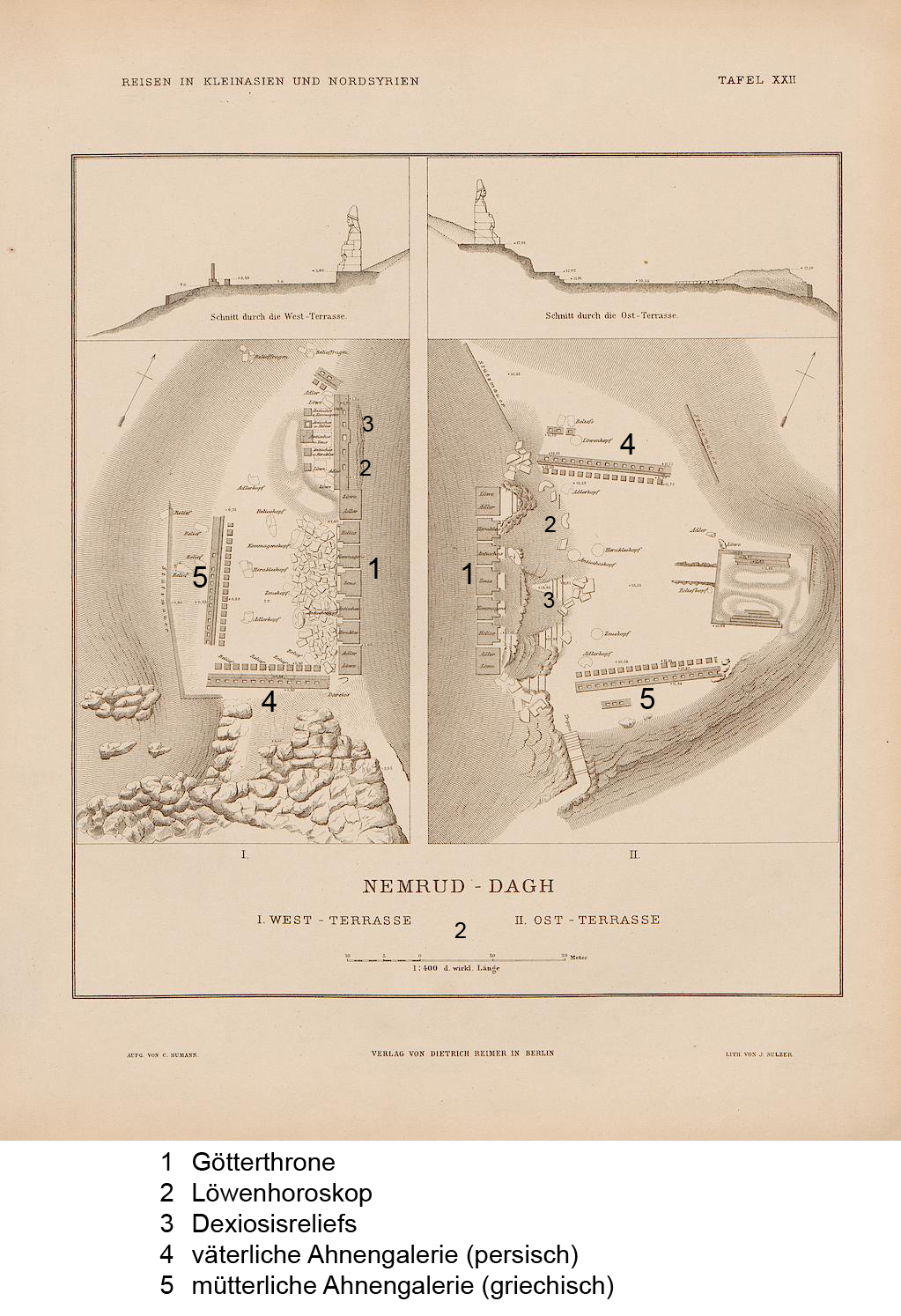
Relevé des terrasses ouest (à gauche) et est (à droite), par Carl Humann, 1890.
1. Trônes des dieux.
2. Horoscope du Lion.
3. Bas-reliefs à scènes de dexiosis.
4. Galerie des ancêtres paternels perses.
5. Galerie des ancêtres maternels grecs.

Les terrasses est et ouest ont des caractères communs :
- la rangée de statues monumentales assises des dieux Antiochus, Commagène, Zeus-Oromasdès, Apollon-Mithra-Hélios-Hermès et Heraclès-Artagnès-Arès, avec lion et aigle gardiens de chaque côté ;
- deux rangées de socles avec bas-reliefs des ancêtres : 15 ancêtres persans du côté paternel et 17 ancêtres gréco-macédoniens du côté maternel, incluant des ancêtres féminines ;
- une série de reliefs de dexiosis (δεξίωσις / dexiōsis, « poignée de main ») montrant Antiochus serrant la main des dieux, l'horoscope du Lion à leur côté : cette rangée est également encadrée par des lions et des aigles gardiens plus petits ;
- deux courtes rangées de trois reliefs chacun, avec des membres contemporains de la famille royale, derrière les galeries d'ancêtres.

Mais les différences d'aménagement des statues et des stèles sont très notables, avec le grand autel disposé sur plusieurs niveaux, qui ne se trouve que sur la terrasse est, où les reliefs à scènes de dexiosis sont répartis sur un deuxième podium, en contrebas de l'alignement des statues colossales, de part et d'autre desquelles un escalier mène aux animaux gardiens monumentaux. Entre les deux, devant les statues et les reliefs, se trouve un autel fait d'un seul bloc, qui pouvait avoir son pendant sur la terrasse ouest.

#### L'autel principal, devant la terrasse est

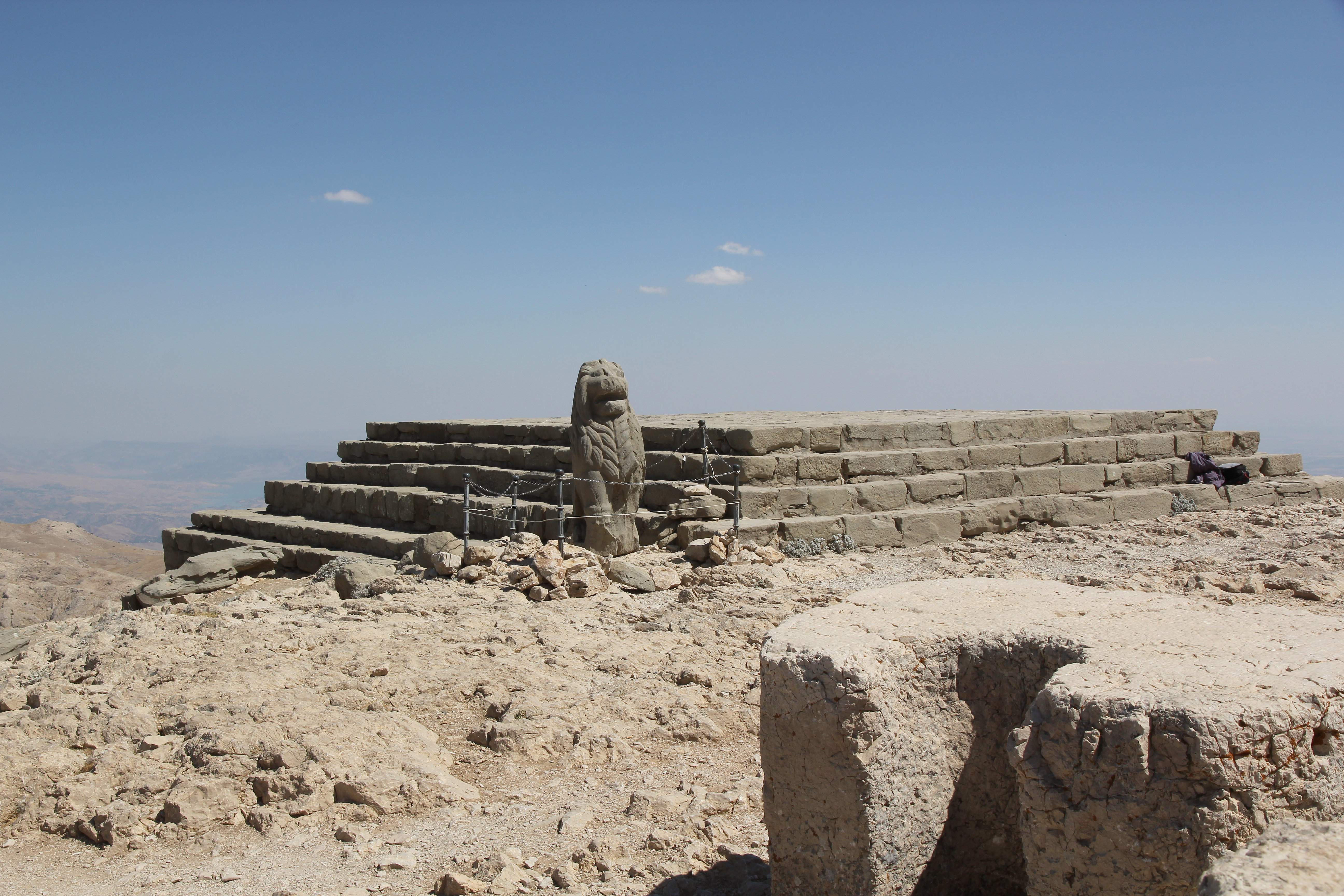
Autel principal de la terrasse est, gardé par un lion.

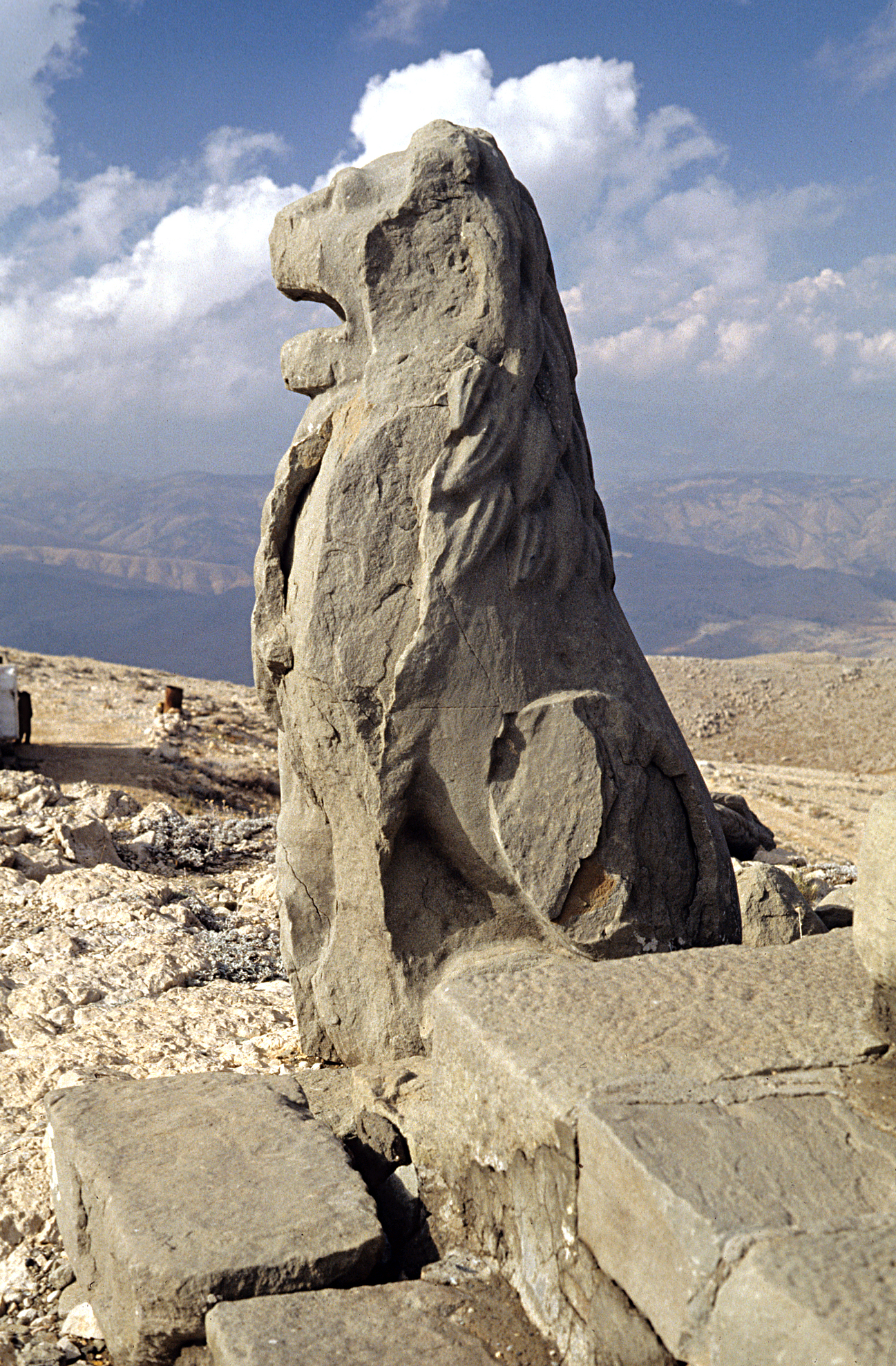
Lion gardien, à l'angle nord-ouest de la plate-forme de l'autel.

Sur le bord est de la terrasse orientale se trouve une plate-forme à gradins, en grès, de 13 × 13 mètres. Au cours de leurs fouilles, Humann et Puchstein ont creusé une tranchée d'ouest en est à travers la base, à la recherche d'une entrée dans la chambre funéraire présumée. En 1973, Theresa Goell et son équipe ont pu restaurer la pyramide tronquée à partir de blocs de grès existants. Le monument comportait cinq marches en blocs de grès sur quatre côtés, dominant ainsi la cour d'au moins 1,50 mètre. La deuxième marche d'en bas, plus large, se fondait dans les falaises de la cour du côté ouest et formait ainsi un chemin qui faisait le tour de la plate-forme de l'autel de tous les côtés.
Sur la surface de la plate-forme, il y avait vraisemblablement un bloc d'autel, peut-être un autel d'incinération perse, flanqué de lions et d'aigles. Un de ces animaux, un lion assis de 1,78 mètre de haut, a été trouvé dans le coin nord-ouest du podium et remis en place. D'autres animaux de garde, au total deux lions et deux aigles, sont apparus en fragments dans les débris laissés autour de la plate-forme par les premiers fouilleurs. Les animaux se dressaient probablement à droite et à gauche de l'autel. Sous les décombres, certains blocs ont été trouvés avec des surfaces en pente, ce qui conduit à envisager que l'autel ait pu comporter un fronton. Theresa Goell et Donald H. Sanders, qui ont publié leurs résultats de leurs recherches en 1996, constatent des similitudes entre l'autel du Nemrut Dağ et les représentations sur les façades des tombes rupestres des rois achéménides Darius Ier, Darius II, Xerxès et Artaxerxès I à Naqsh-e Rostam, où, sur une pyramide à gradins avec un autel d'incinération, se tient un roi, au-dessous du dieu ailé Ahura Mazda.

#### Terrasse est
Les statues monumentales des dieux, assis sur des trônes tournent le dos au tumulus et regardent vers la terrasse. Elles sont composées de blocs de calcaire en sept assises d'une hauteur d'environ un mètre. La partie supérieure se composait uniquement d'un bloc unique de 2,5 à 3 m de haut, qui formait la tête de la statue. Les personnages atteignaient ainsi une hauteur de plus de huit mètres. L'empreinte des trônes, y compris le repose-pieds placé devant eux, couvre un peu plus de trois mètres carrés. Dans le cas de la figure de Zeus, qui occupait la place centrale et dépassait également les autres en hauteur à 8,75 mètres, la base est également plus grande, de 3,82 × 3,32 mètres.
La disposition des dieux est de gauche à droite : Antiochus, Commagène, Zeus-Oromasdès, Apollon-Mithra-Hélios-Hermès et Héracles-Artagnès-Arès. Ils sont flanqués des deux côtés par un aigle plus grand que nature et à l'extérieur par un lion.

Statues assises de la terrasse est
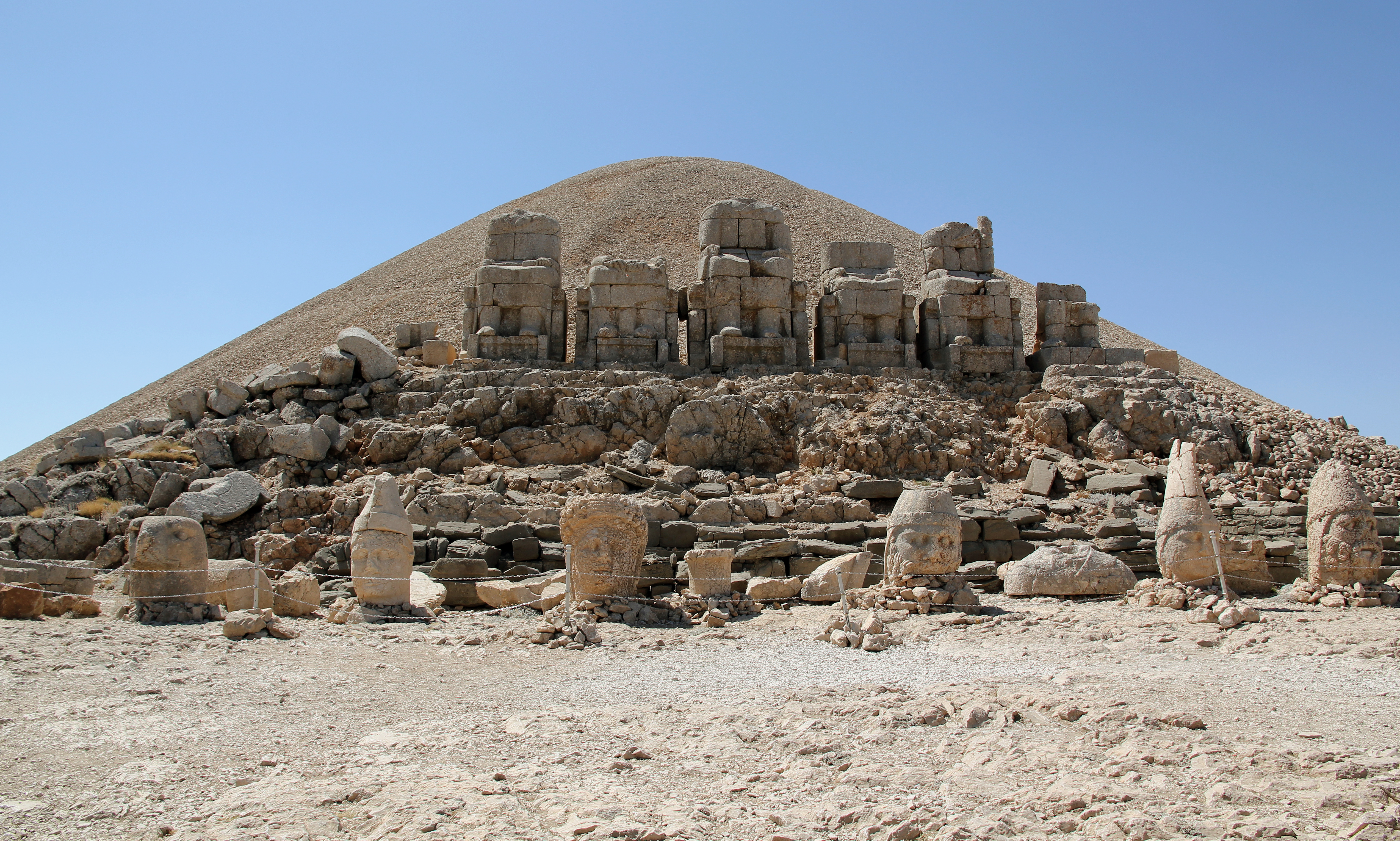
Terrasse est, avec les statues assises. reconstituées et leurs têtes alignées devant le monument.
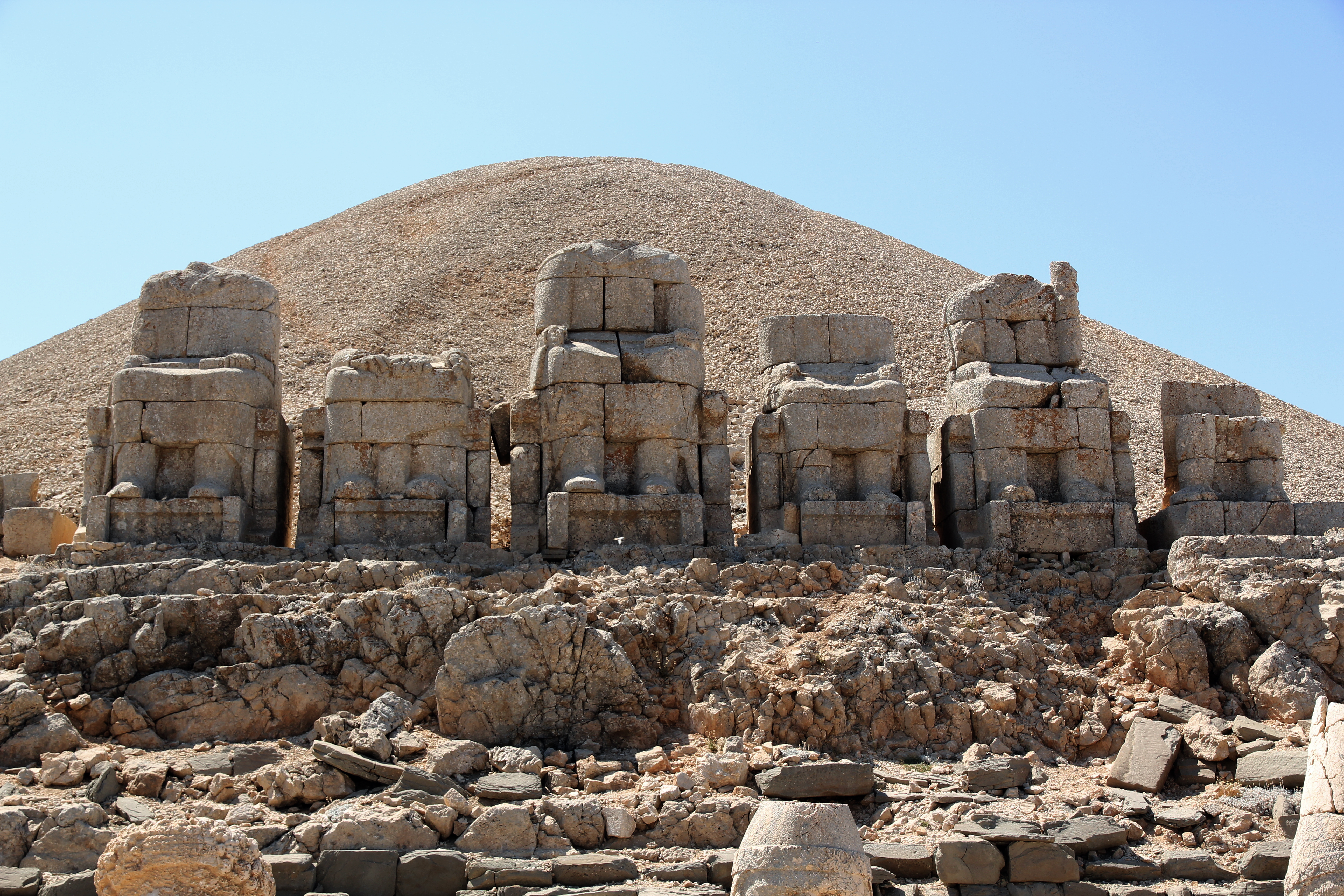
Ensemble des statues assises de la terrasse est
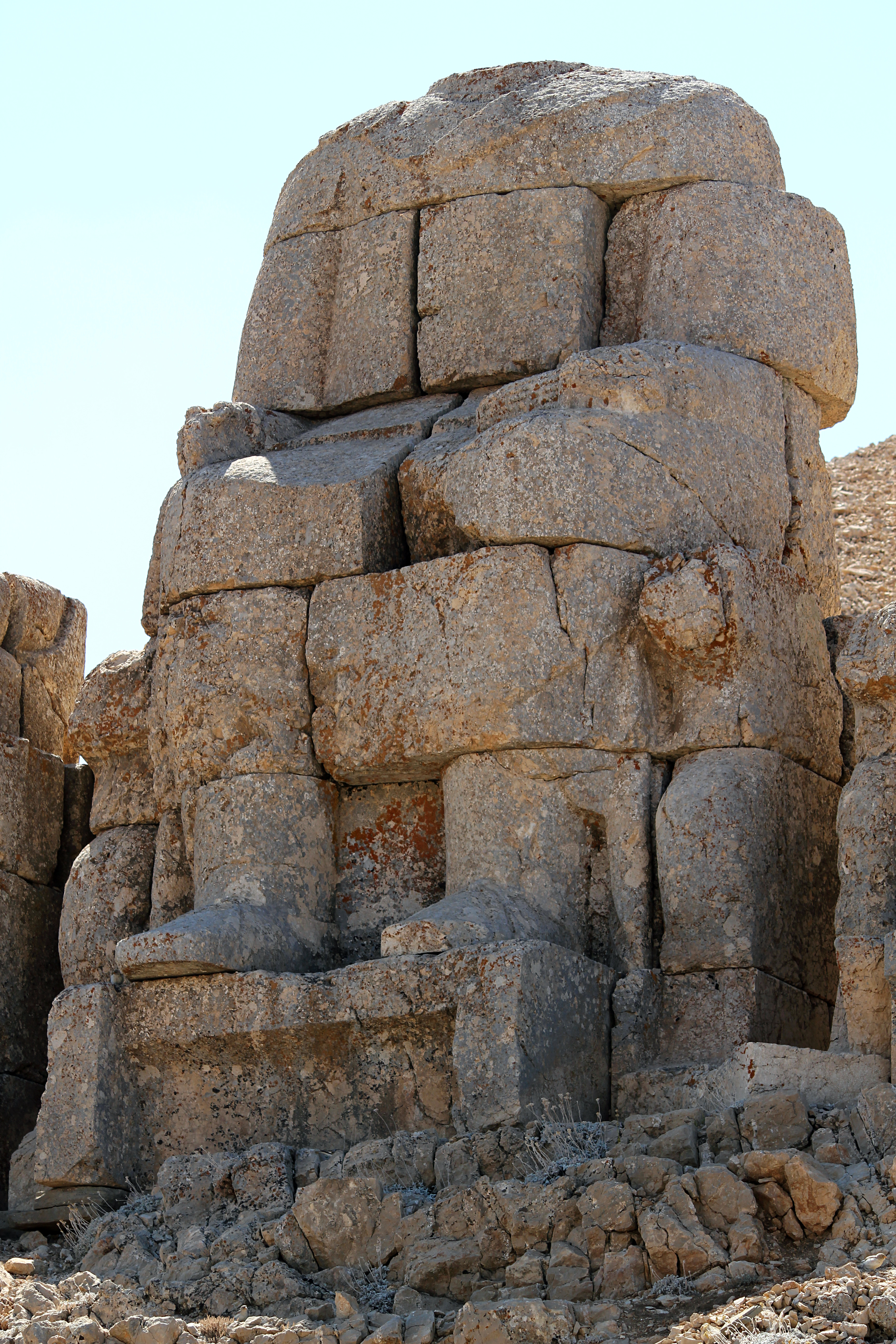
Statue de Zeus assis sur son trône, terrasse est.

Sur la terrasse est, les trônes des grandes sculptures sont partiellement conservés jusqu'à hauteur d'épaule. Les têtes sont toutes tombées et ont été placées devant les sièges. Au début des recherches de Goell et Dörner en 1953, la tête de la déesse Commagène était la seule encore en place, mais elle est tombée entre 1961 et 1963 à la suite d'un coup de foudre. La plupart des têtes ont perdu les éléments supérieurs de leur couvre-chef ou de leur couronne. Les nez et les lèvres sont pour la plupart ébréchés. Otto Puchstein a supposé en raison de la position des têtes que leur chute avait eu lieu simultanément, et l'a donc attribuée à un tremblement de terre. Hans-Gert Bachmann, pour sa part, estime que les influences météorologiques au cours des siècles ont pu suffire à déclencher la situation actuelle.

Têtes de la terrasse est
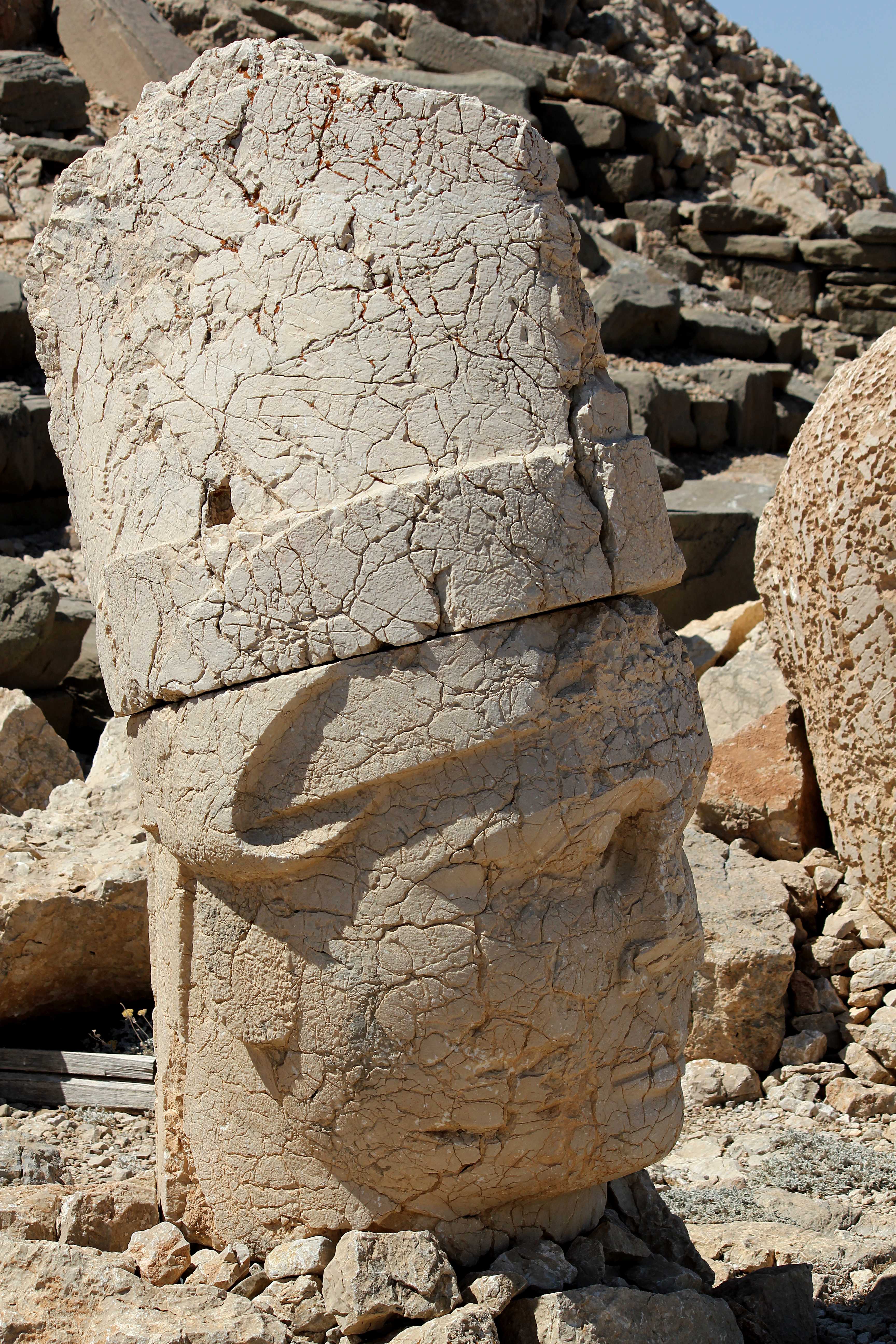
Antiochos
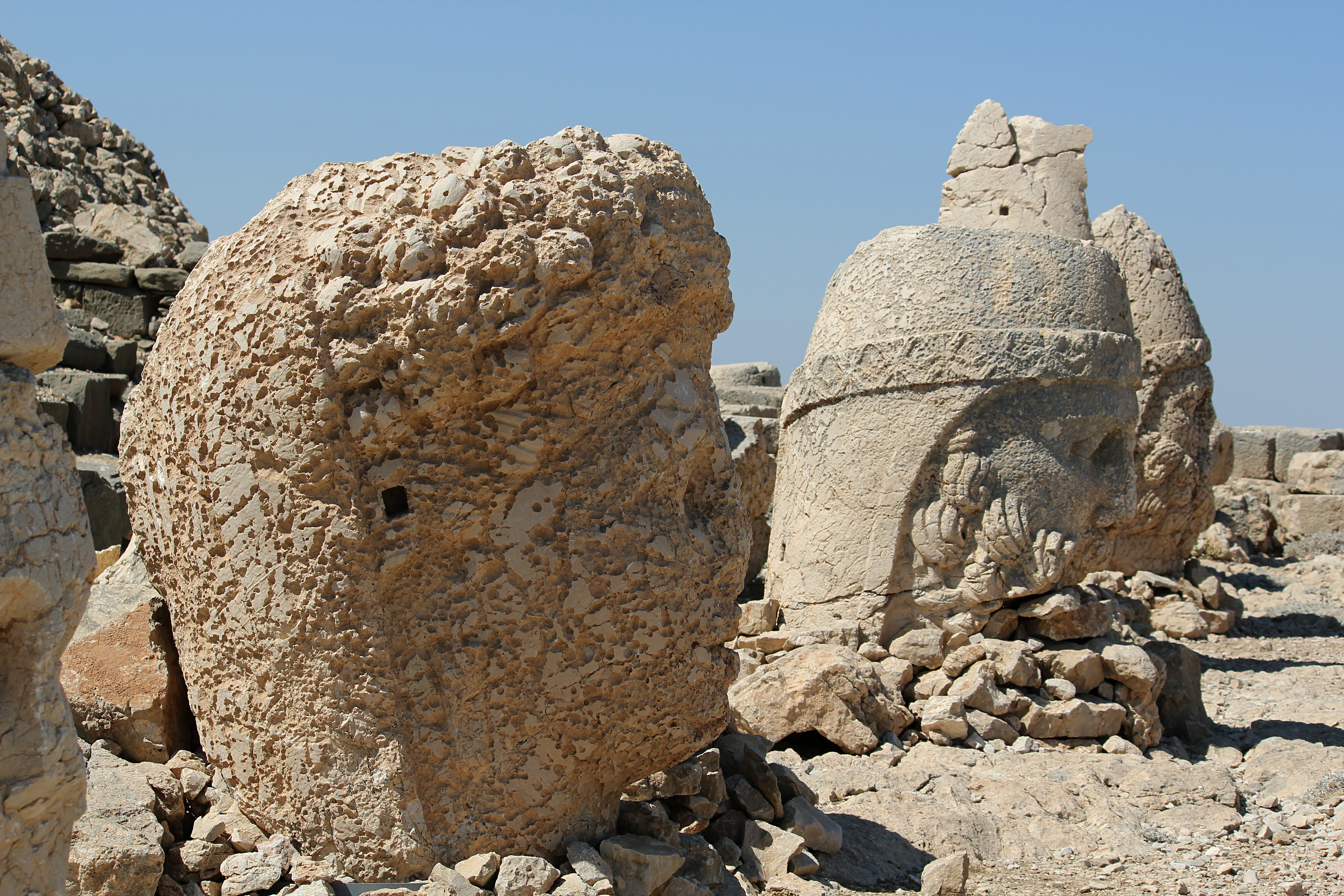
Commagène
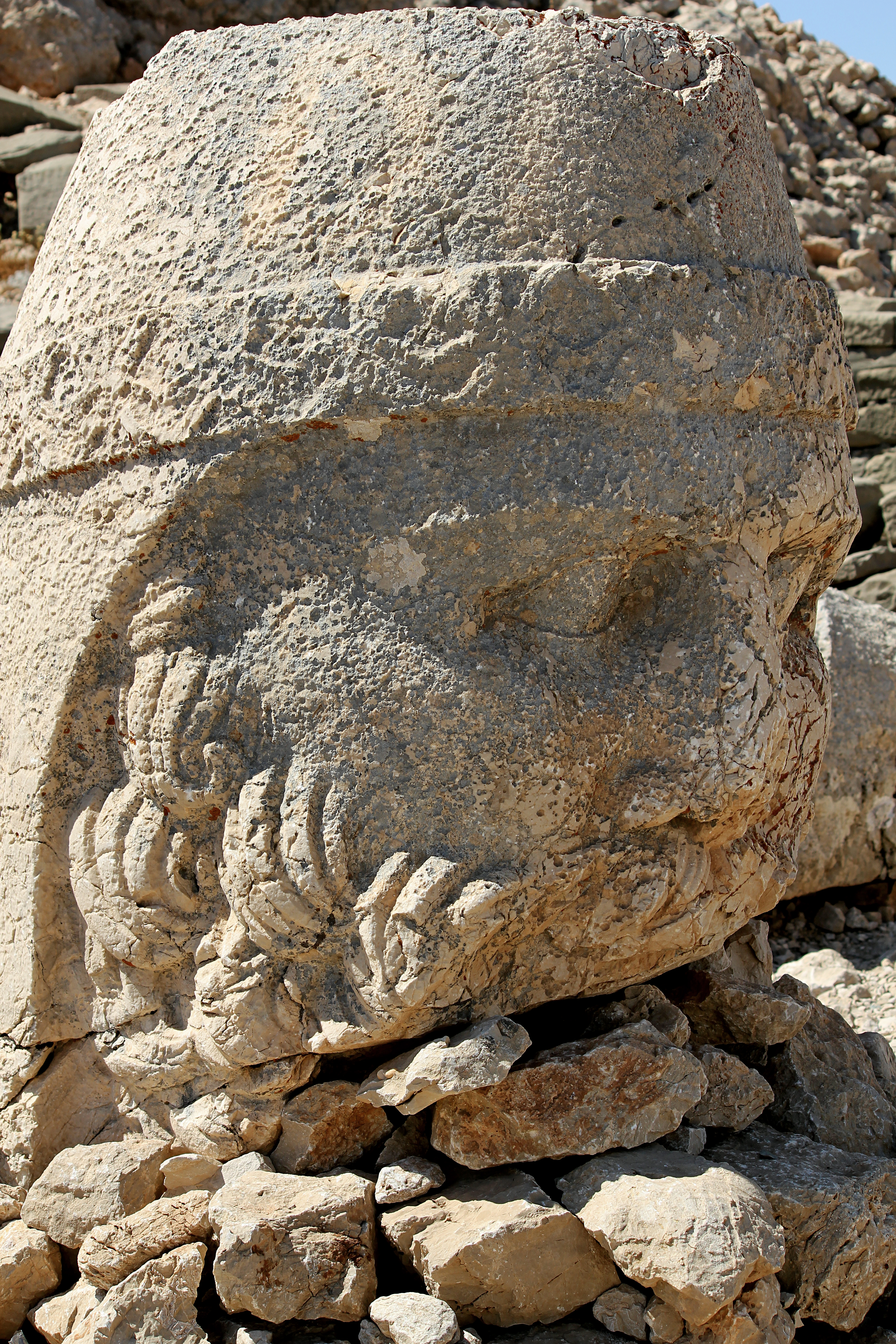
Zeus - Oromascès
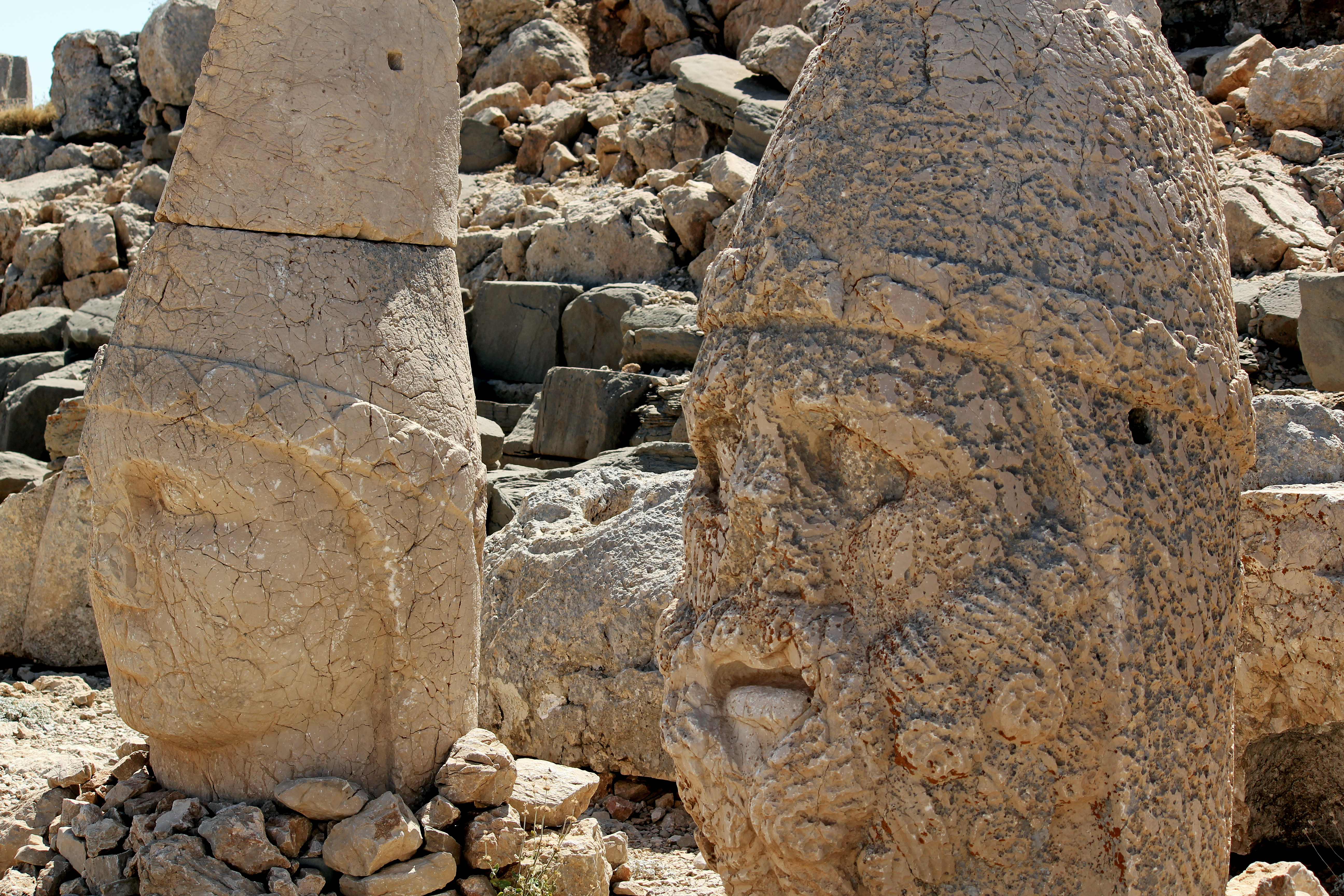
Apollon et Héraclès

Le vêtement des dieux masculins consiste en un manteau jeté sur l'épaule. En dessous, les personnages portent une robe à manches longues dont le tissu forme des plis tombant sur les jambes et un pantalon. Les pieds sont habillés de bottes à double lacets à languettes. Sur les têtes se trouvait un diadème persan, couvre-chef conique qui émergeait du bonnet phrygien, dont le bout est penché en avant. La protection des oreilles et du cou pend jusqu'au niveau de l'épaule. Antiochus est le seul à porter un diadème « arménien », aplati sur les côtés et se rétrécissant vers le haut, formant cinq triangles rayonnant sur le bord supérieur, dont seulement quatre sont encore visibles. Les dieux portent un diadème d'environ 15 cm de large sur leur couvre-chef noué dans le dos, avec un ruban et des disques vers la pointe en guise de décoration. Apollon, Zeus et Antiochus tiennent un barsom (paquet de brindilles attachées ensemble) dans leur main gauche posée sur leurs genoux. Heraclès tient une massue dans sa main gauche, qui atteint ses épaules.
La déesse Commagène porte un manteau (himation) sur les épaules, qui couvre la moitié de la tête, et laisse libre les bras et le haut du corps. Le sous-vêtement est formé d'une tunique (chiton) qui tombe sur le côté des jambes. Dörner et l'historien d'art John H. Young interprètent le couvre-chef cylindrique comme un kalathos, tandis que l'archéologue du Proche-Orient Bruno Jacobs pense y voir une couronne de fruits et d'épis de blé. Dans sa main gauche, la déesse tient une corne d'abondance qui, debout, atteint la hauteur des épaules.

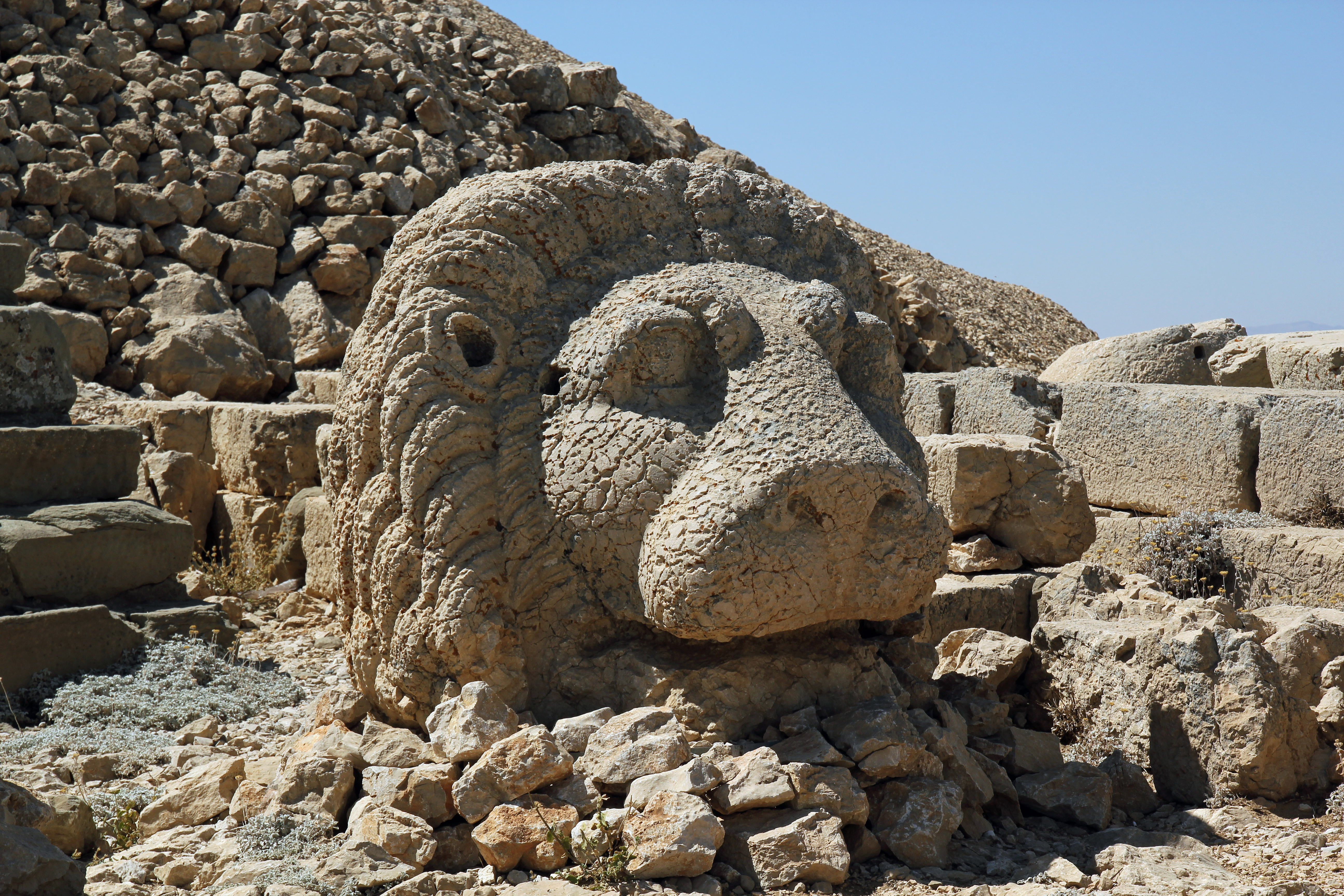
Tête de lion

Sur les deux terrasses est et ouest, les couples d'animaux gardiens - lions, aigles - encadrent la rangée des dieux. Les figures animales debout sur une base commune, mesurent entre 4,5 et 5 m de haut. L'intérieur du corps est creux, rempli de pierres concassées. Les têtes sont faites d'une seule pièce. Les ailes sont plaquées contre le corps, les épaules tendues vers l'avant. Les griffes sont réparties en demi-cercle. Le lion est représenté assis, les pattes avant surélevées, avec une puissante crinière composée de nombreuses touffes de poils superposées. Les narines sont profondément découpées et la bouche est légèrement ouverte. Les yeux grands ouverts ont des sourcils noueux. Les oreilles sont comme des trous dans la crinière.

#### Terrasse nord

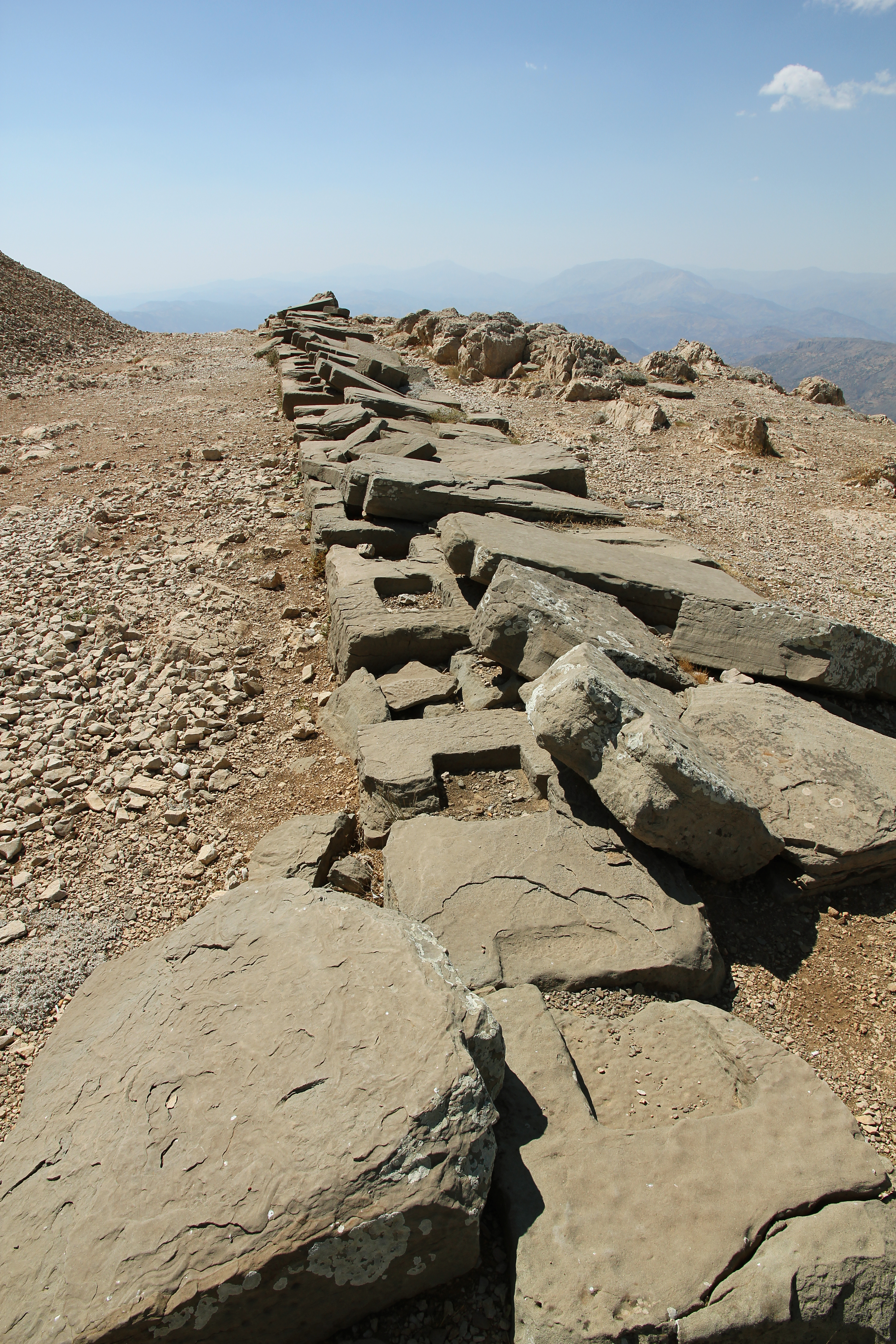
Alignement de socles de statues sur la terrasse nord, vue de l'est.

La terrasse nord assure le passage entre les deux autres terrasses, dont elle se distingue par l'absence de décoration sculpturale. La caractéristique principale est une rangée de socles en pierre d'environ 86 mètres de long, qui délimite une zone en forme de coin de 56 × 32 m entre le tumulus et la pente vers la terrasse est, et un rectangle de 5 × 28 m plus à l'ouest. La majorité des bases est constituée de blocs de grès, à côté desquels se trouvent des orthostates renversés avec des piquets qui s'inséraient dans la base. Ces orthostates sont lisses, ne présentant aucune trace de reliefs ou d'inscriptions.
La fonction du mur résultant n'est pas connue. Goell et Dörner considéraient ce mur comme une simple délimitation de la terrasse nord et du chemin de procession autour de la colline depuis le versant nord. Bruno Jacobs, quant à lui, pense qu'il est plus probable que la rangée de plinthes était destinée à un travail pictural ultérieur, comme une procession de dieux ou une procession de sacrifice avec pour motifs des chariots ou des animaux sacrificiels.
À environ 28 mètres de l'extrémité ouest de la rangée de piédestaux, un passage de près d'un mètre de large mène vers le nord à une rampe qui forme l'extrémité d'une entrée nord à partir de la vallée en contrebas. Des restes de murs sont visibles des deux côtés de la rampe, avec, du côté est, les traces d'une plate-forme en forme de coin d'environ 3 × 3 m. Les fouilles ont également révélé des fragments d'une figure d'aigle, semblable à celle de l'entrée est.

#### Terrasse ouest
La terrasse ouest comporte les mêmes éléments monumentaux que la terrasse est, mais disposés différemment. Sa surface est moins importante et les sculptures sont généralement mieux conservées.

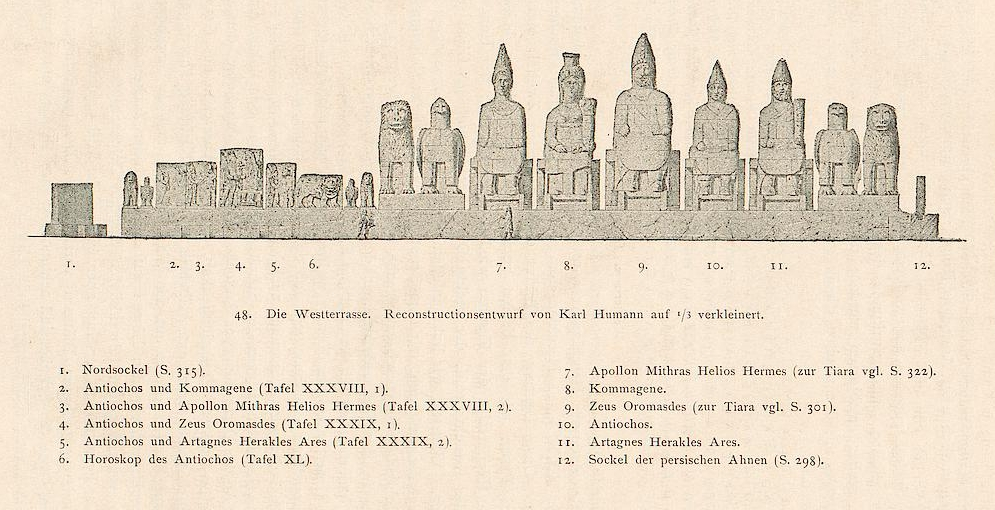
Reconstitution de la terrasse ouest. Carl Humann, 1890.

Vues d'ensemble de la terrasse ouest
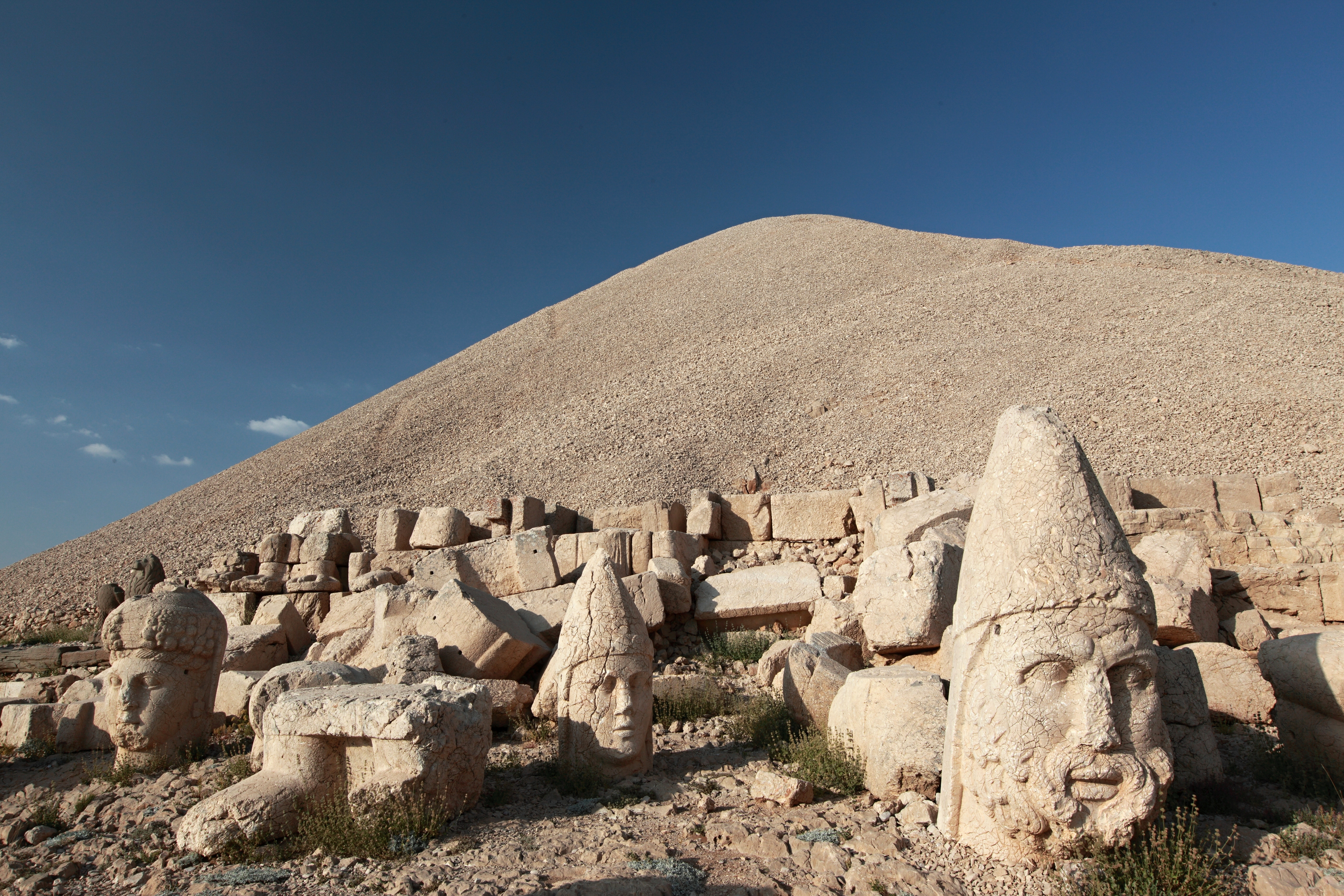
Vue générale de la terrasse ouest.
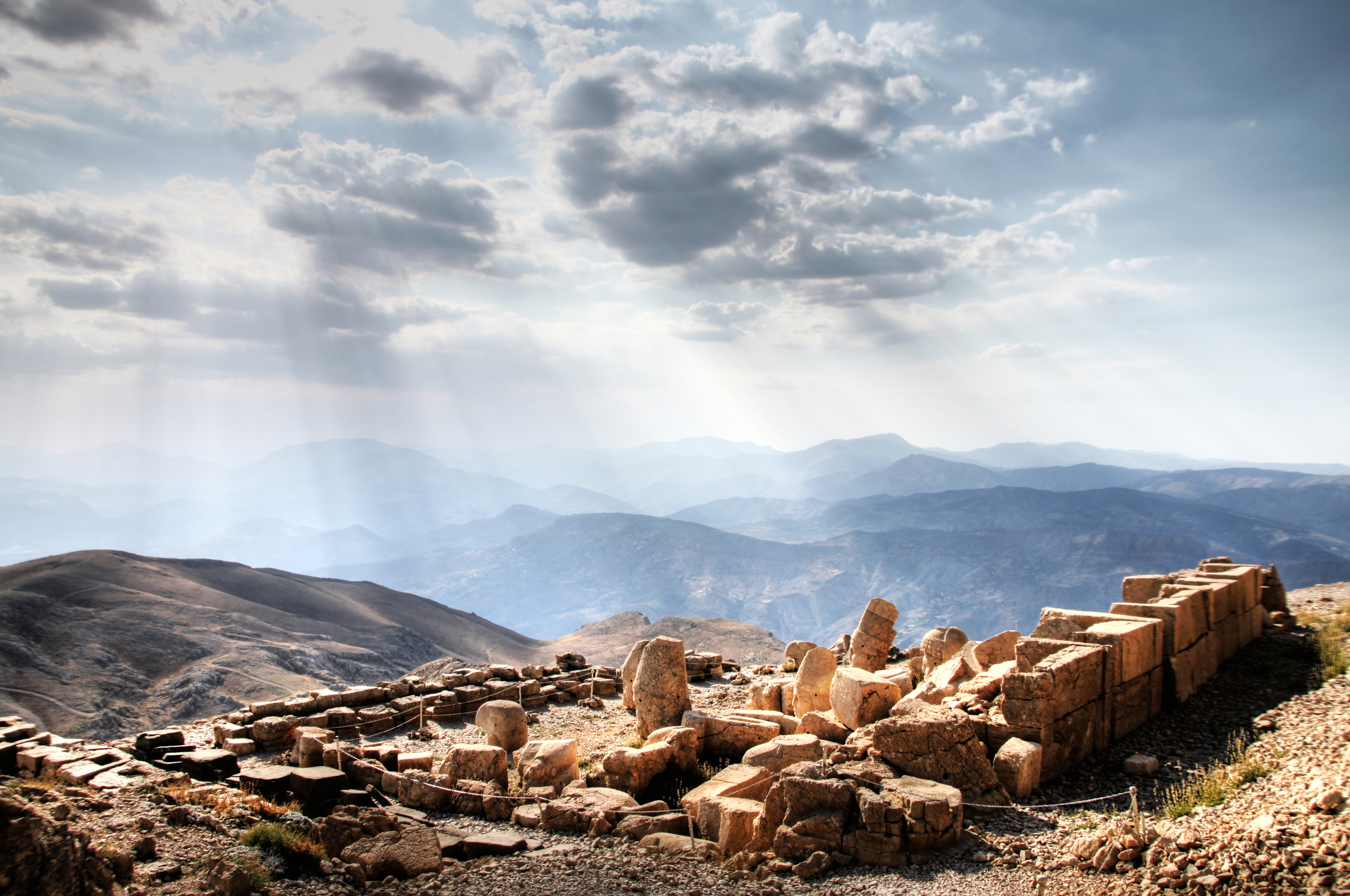
Ensemble de la terrasse ouest.
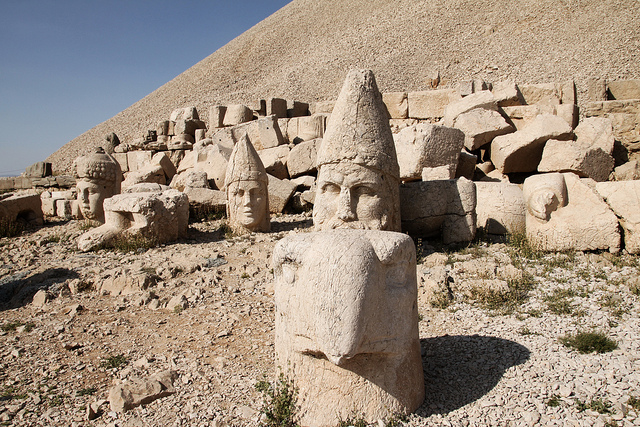
Vue d'ensemble de la terrasse ouest avec les têtes, les vestiges des statues assises et les stèles.

##### Statues assises et têtes colossales

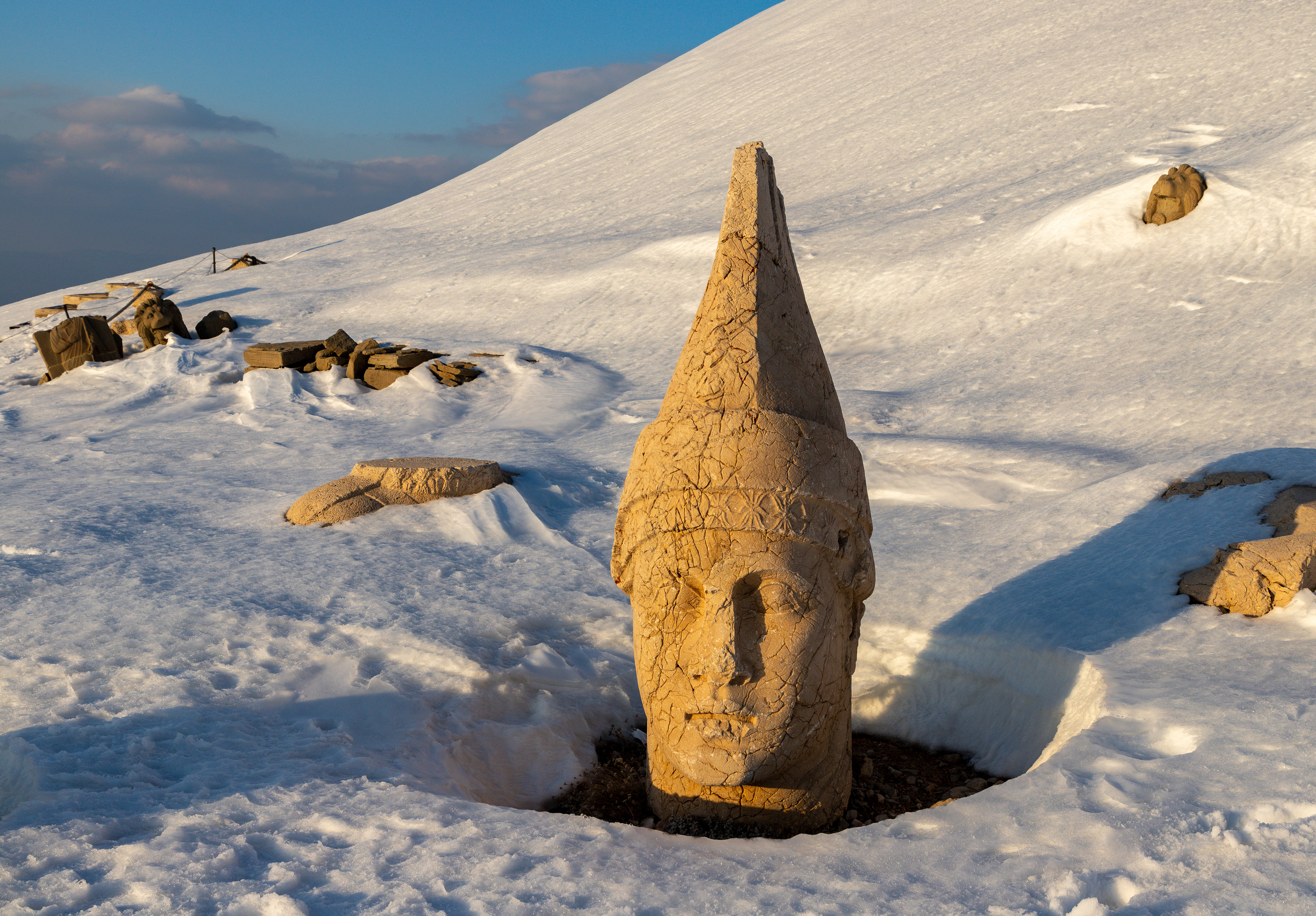
Apollon sortant de neige sur la terrasse ouest du Nemrut Dağı.

Les divinités représentées correspondent exactement à celles de la terrasse est.

Terrasse ouest : Antiochos et les dieux gréco-arméniens
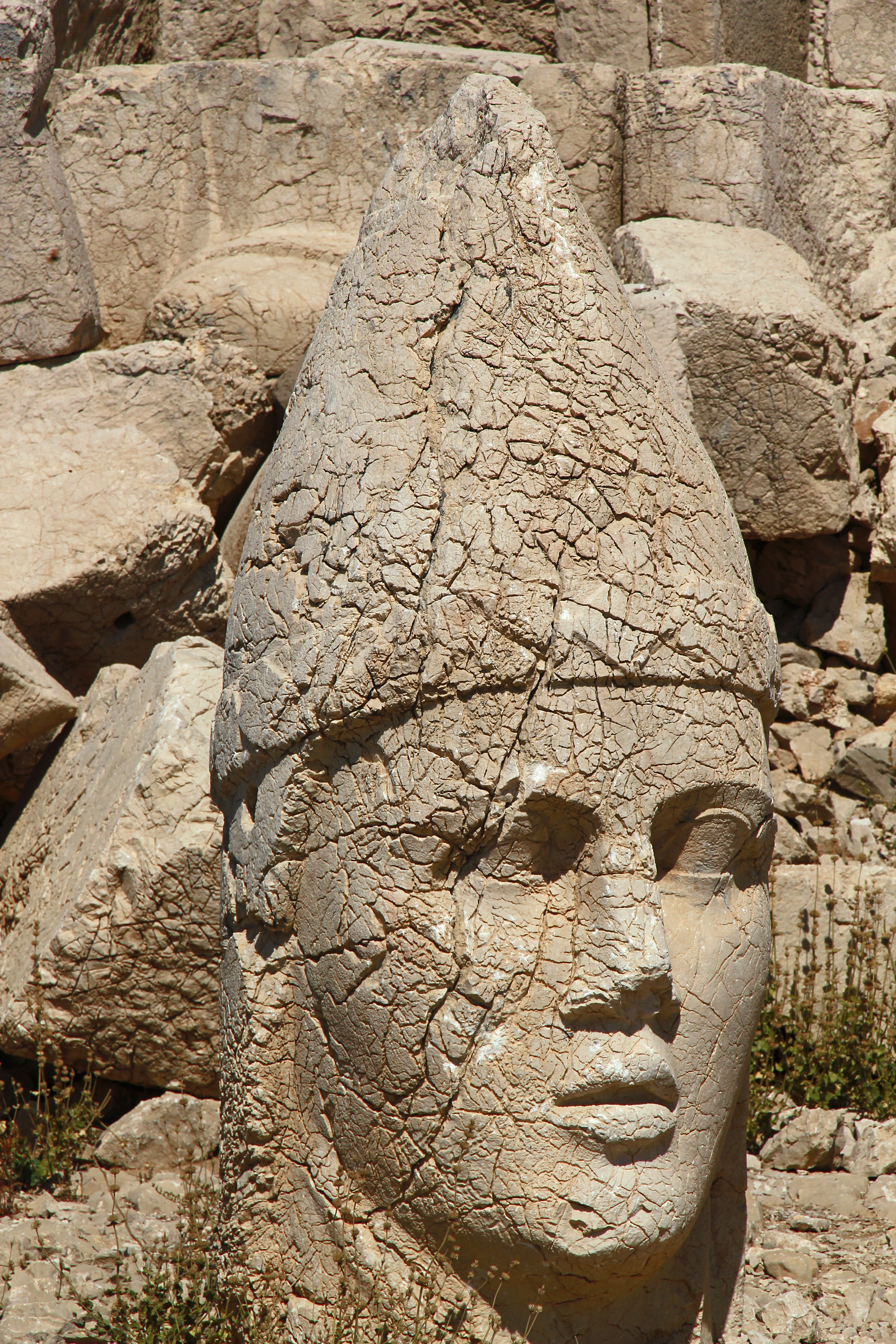
Apollon Mithra Hélios Hermès
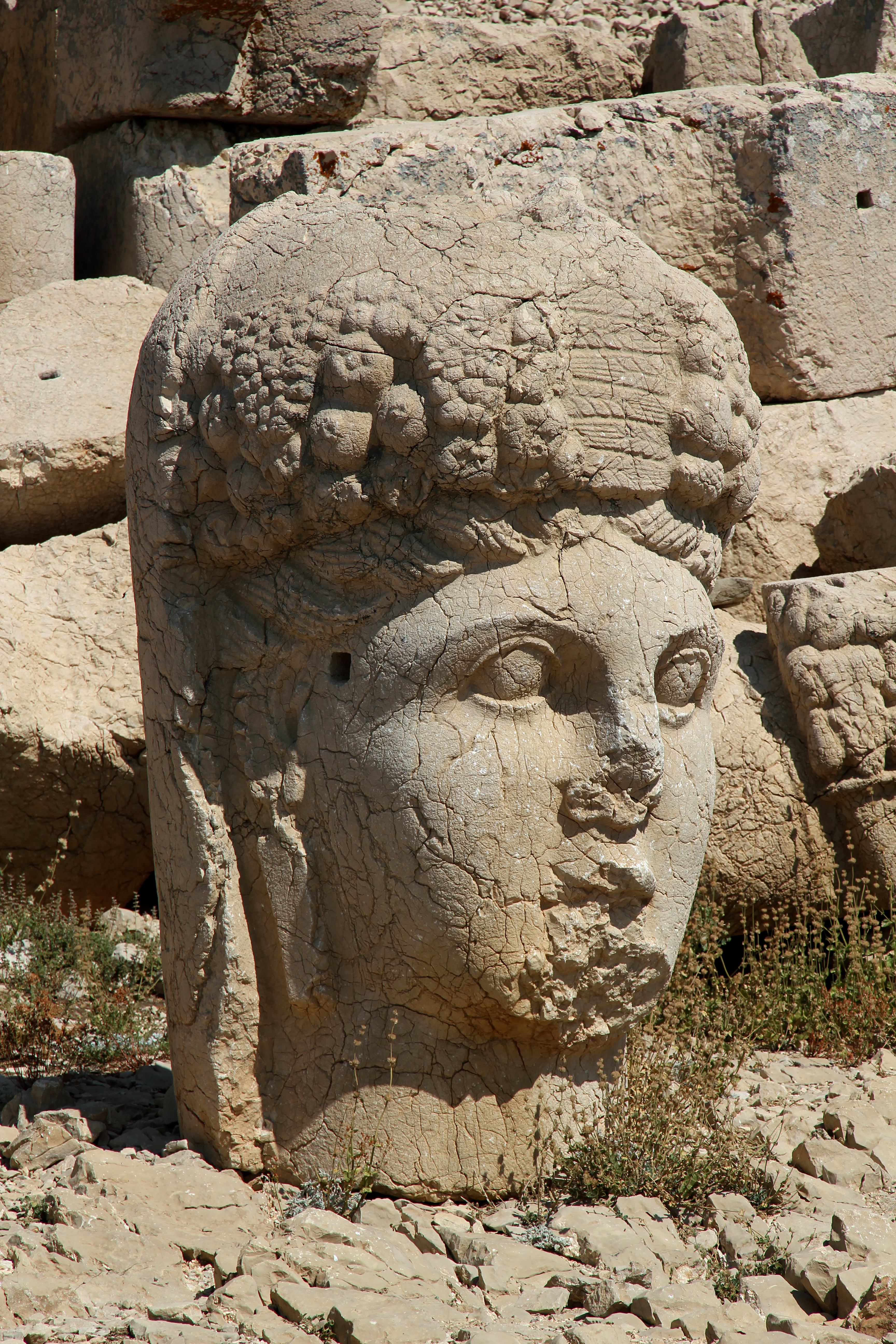
Commagène
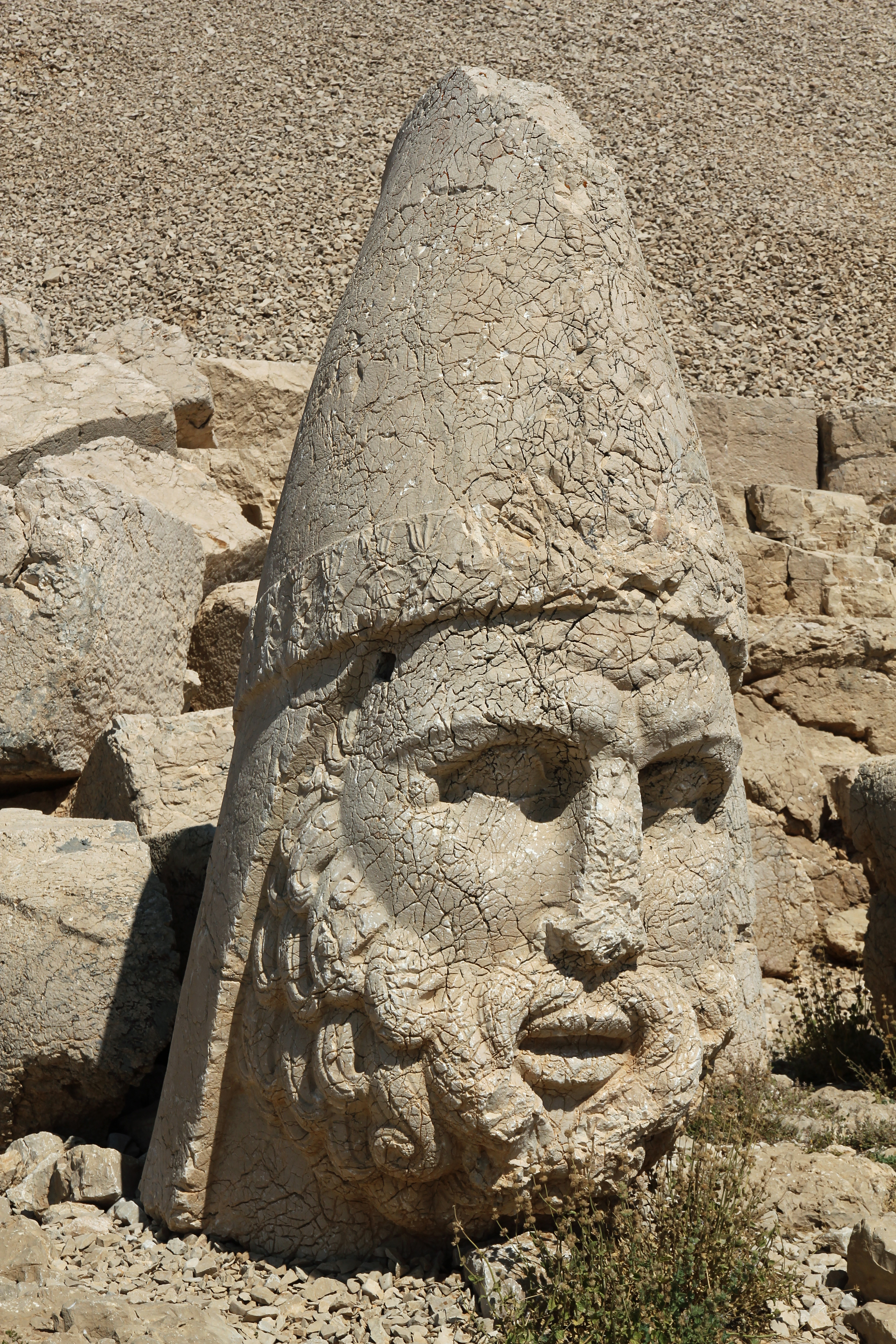
Zeus Oromasdès
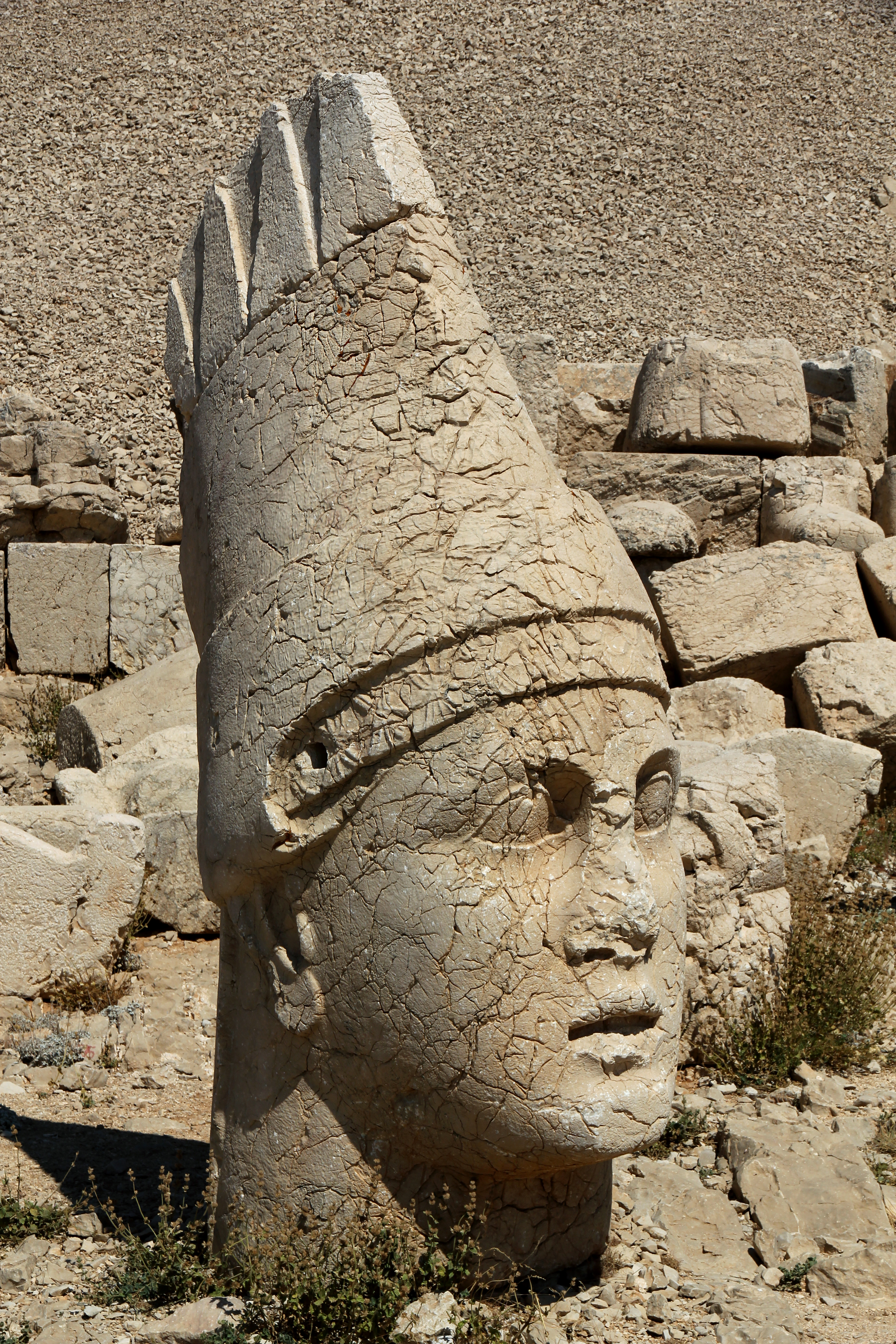
Antiochos
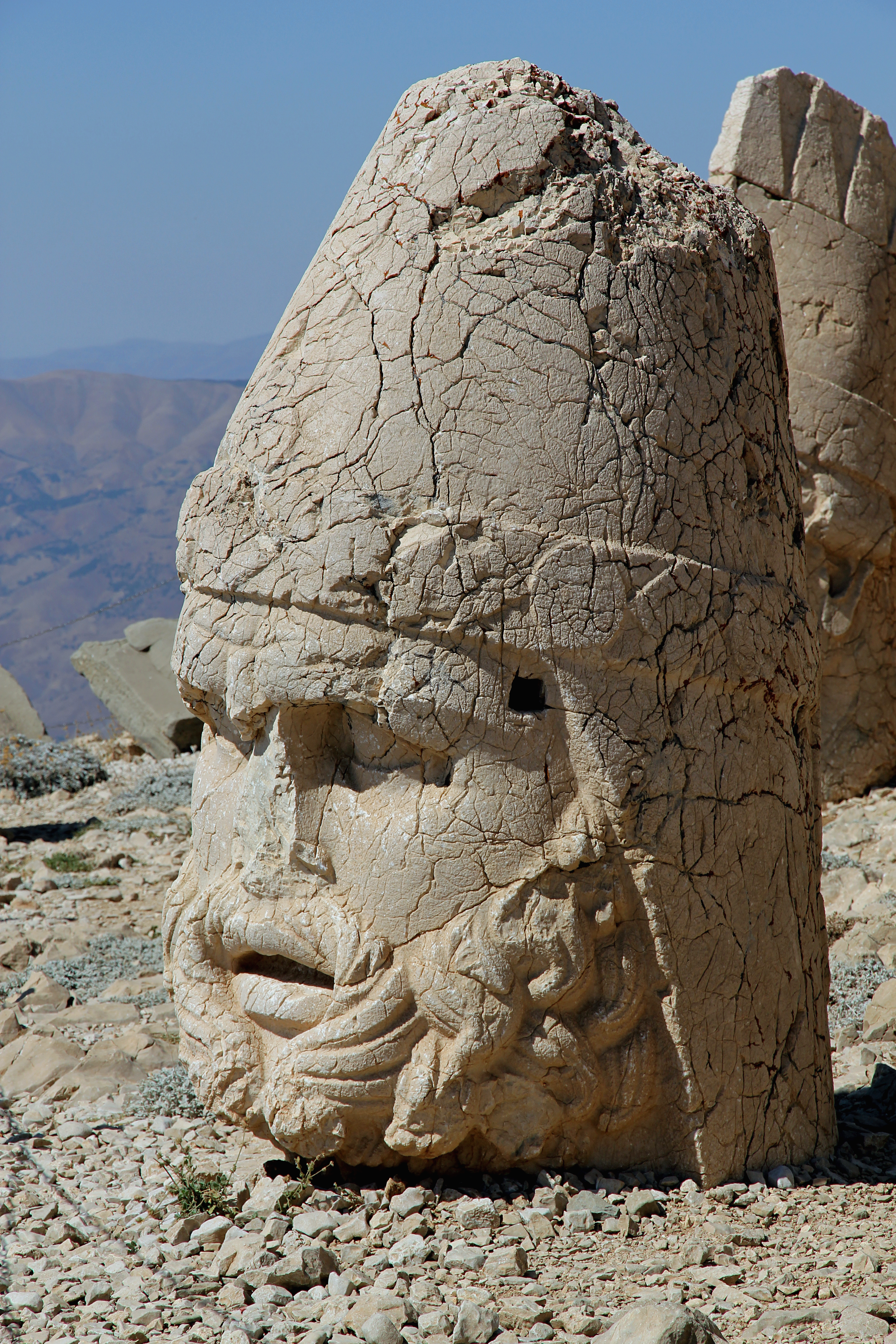
Artagnès Héraclès Arès

##### Stèles de dexiosis

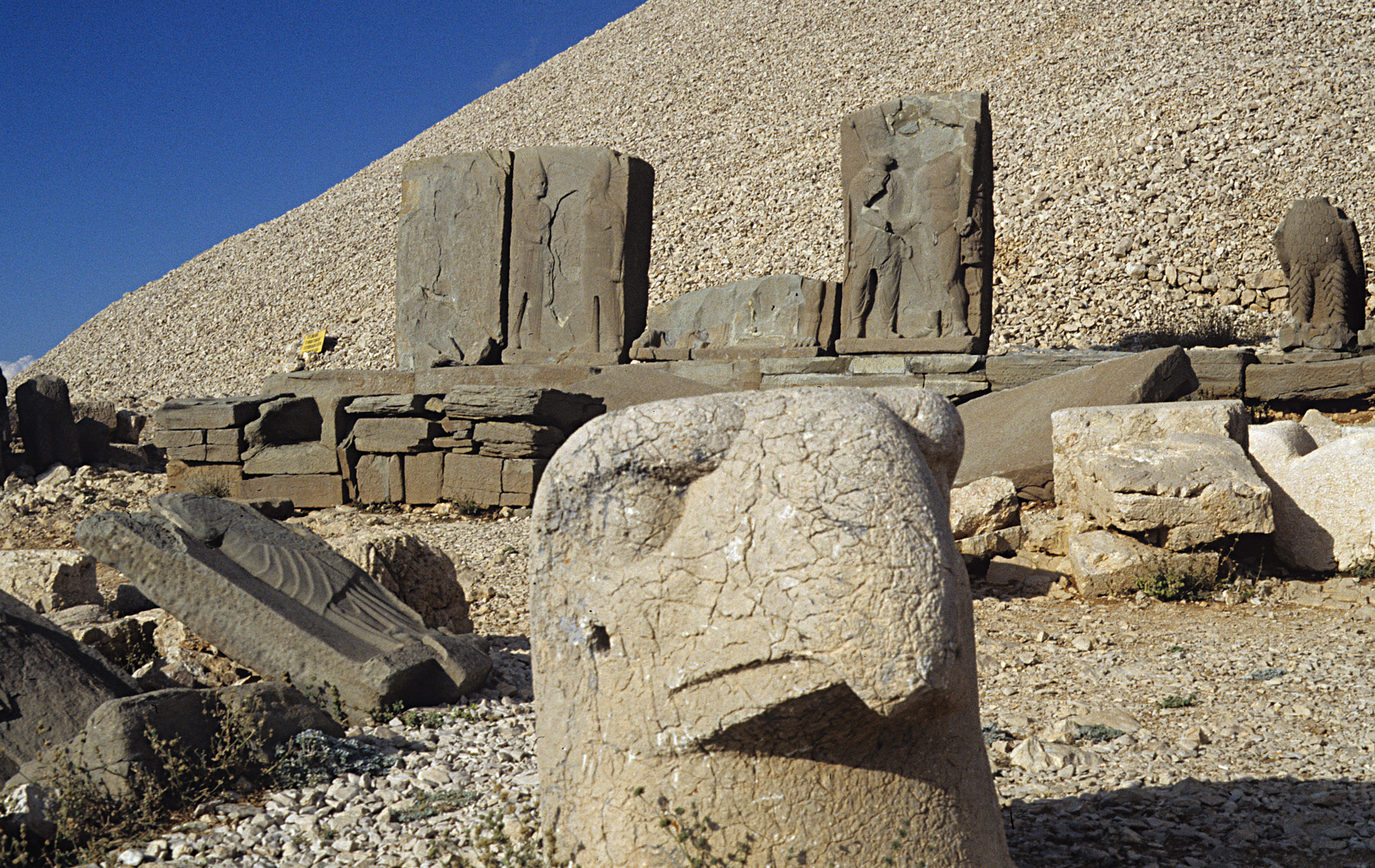
Une vue partielle des stèles de dexiosis réérigées sur la terrasse ouest en 1996. De gauche à droite : Commagène, Apollon, vestiges de la stèle de Zeus, Héraclès.

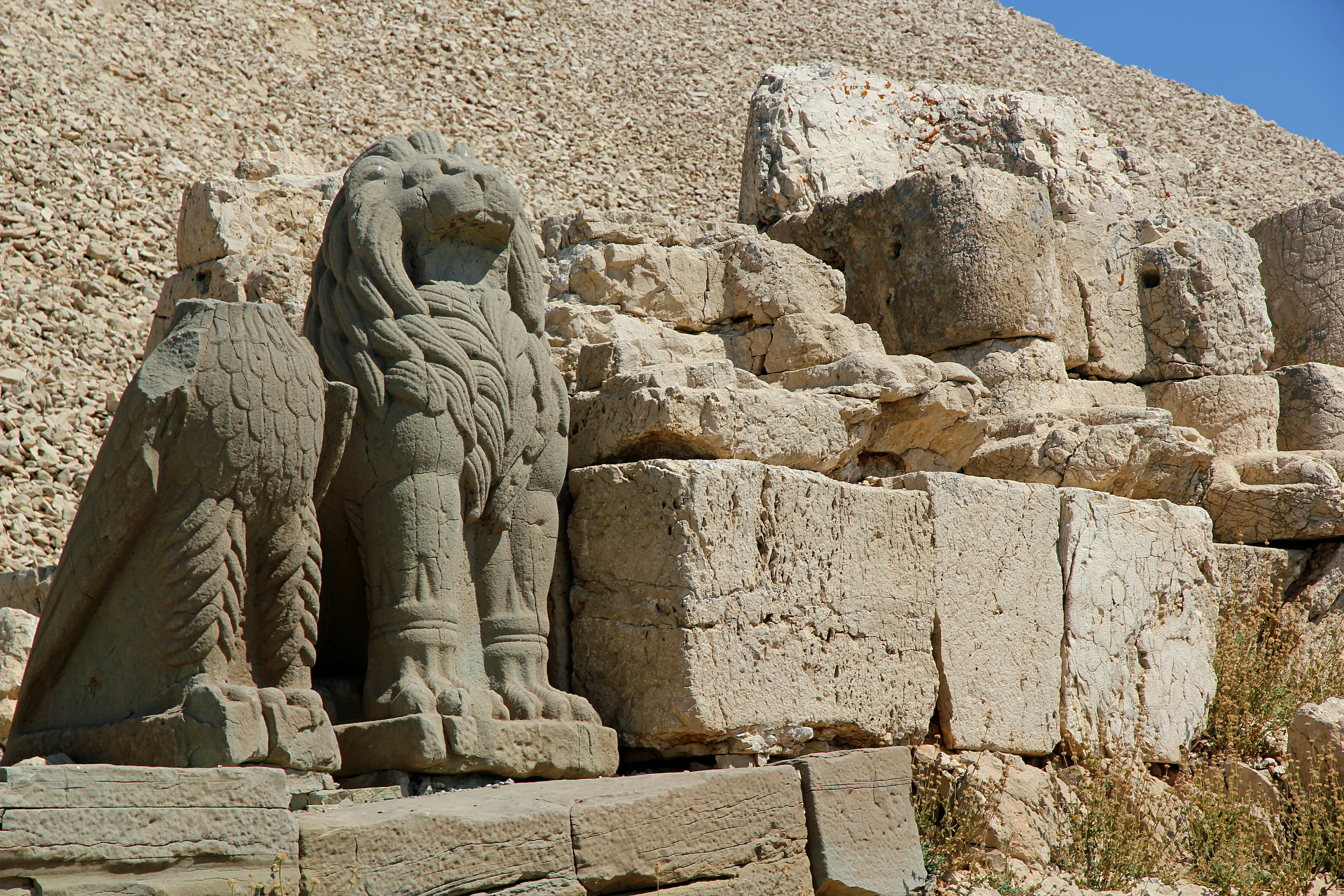
Les figures de l'aigle et du lion, qui ferment la série des stèles de dexiosis, terrasse ouest.

Sur les deux terrasses principales (est et ouest), une rangée de cinq stèles se dressait tournée vers l'est, sur un podium, en avant des statues monumentales. Les stèles étaient précédées d'un autel de 0,85 mètre de haut de 2,50 × 1,50 mètres fait d'un seul bloc. Sur la terrasse ouest, elles étaient alignées à droite (au nord) des statues assises.
Seul un petit nombre de petits fragments de stèles ont été conservés sur la terrasse est, tandis que sur la terrasse ouest ont été trouvés des stèles presque complètes ou au moins des fragments plus nombreux et de plus grande taille. La description qui suit concerne donc les reliefs occidentaux.
Chacun des reliefs représentant des personnages présente une inscription au dos de la stèle, qui nomme le roi avec un titre et la divinité représentée. Le premier relief ne montre pas une scène typique de dexiosis, mais plutôt la déesse de la Terre tendant la main droite au roi, avec les fruits de la terre. Les trois suivants sont de véritables reliefs de dexiosis qui montrent le bâtisseur Antiochus serrant la main des dieux, lui-même, divinisé, comptant parmi eux. La cinquième stèle à droite est connue sous le nom d'Horoscope du Lion. Comme les grandes statues, la rangée des stèles est flanquée d'un lion et d'un aigle.
Antiochus et Commagène

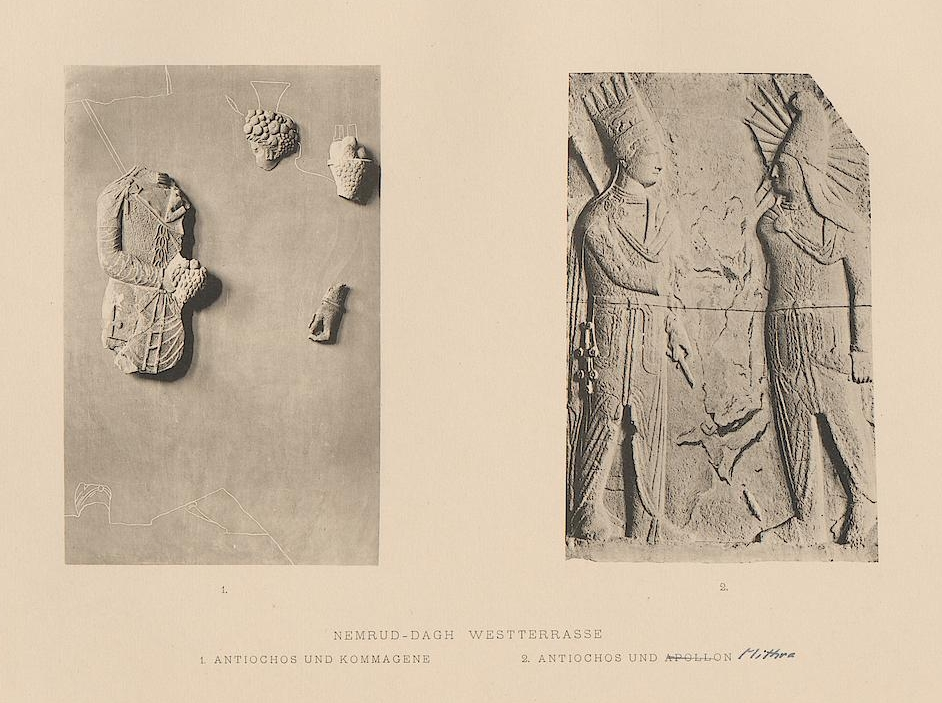
Reconstruction des reliefs de dexiosis d'Antiochus avec Commagène et Apollon-Mithra sur la terrasse ouest, par Humann et Puchstein (1890).

Le premier relief montre le roi Antiochus avec la déesse nationale Commagène. Il mesure environ 2,65 mètres de haut et 1,50 mètre de large. Le haut du corps du roi debout à gauche est représenté de face, la tête tournée de profil vers la droite. Le corps de Commagene est légèrement tourné vers lui, la tête est représentée sur le côté. Commagène tend la main droite à Antiochus et lui offre les fruits de la terre ; de la gauche, elle tient sa corne d'abondance.
Une partie du relief, comprenant le corps du roi et la tête ainsi que la partie supérieure de la corne d'abondance de Commagene, se trouve aux musées de Berlin, rapportée par Humann et Puchstein un an après leur première visite, en 1882. D'autres pièces, comme le torse de la déesse et les pieds d'Antiochus, ont été trouvées et assemblées en 1954 par Goell et Dörner .
Antiochus et Apollon
Le relief d'environ 2,30 mètres de haut a été largement préservé, à l'exception d'une bande entre les deux personnages, qui montrait la poignée de main. Le diadème du roi est ici complet, avec les cinq pointes de la variante arménienne, chacune se terminant par une sphère ornée de palmettes. Le roi tient le long sceptre dans sa main gauche, avec des ornements en forme de perles.
Le couvre-chef d'Apollon est le diadème persan avec la pointe inclinée vers l'avant et des côtés entièrement décorés d'étoiles. Le diadème posé au-dessus a une alternance de cercles et de diamants comme décoration. Un halo d'un diamètre d'environ 50 cm, avec des rayons qui s'étendent au-delà du bord du relief, met en évidence sa fonction de dieu-soleil. La main gauche tient le barsom.

##### Horoscope du Lion

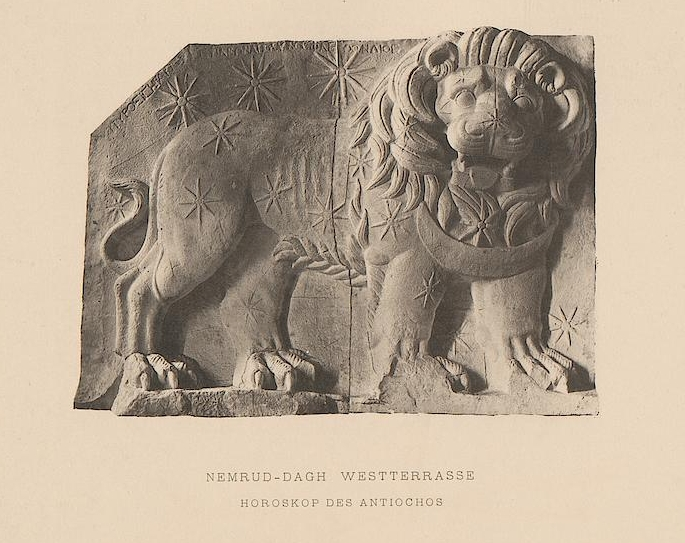
Moulage de l’Horoscope du lion, par Karl Humann, 1883. Musées d'État de Berlin

L’Horoscope du lion est le dernier relief de la série de la dexiosis. Seuls des fragments ont été retrouvés de la stèle sur la terrasse est ; au contraire, le monument de la terrasse ouest, de 2,40 de large et plus de 1,80 mètre de haut, a été retrouvé dans un état presque intact par Humann et Puchstein qui ont pris un moulage conservé aux musées d'État de Berlin. Le relief, qui a été par la suite assez lourdement endommagé, n'est plus érigé sur place depuis 2011, tout comme les autres reliefs de dexiosis.
Le lion a la tête tournée vers le spectateur, la tête et les jambes fortes et musclées. Une puissante crinière entoure la tête au-dessus des yeux grands ouverts. Le corps et l'arrière-plan sont recouverts d'étoiles à huit branches, un croissant de lune reposant sur la poitrine. Au-dessus du dos de l'animal, trois étoiles à seize rayons sont nommées par des inscriptions.
Les 19 étoiles réparties sur le corps du lion forment sans aucun doute la constellation du Lion. À l'exception d'un écart insignifiant, il correspond à la description du cadastre d'Ératosthène (sagas de formation d'étoiles). Le croissant de lune sur la poitrine est donc proche de l'étoile principale de la constellation Leonis α, nommée Régulus (grec Βασιλίσκος « l'étoile royale »).
Les trois étoiles au-dessus du dos du lion sont nommées comme suit :
- l'étoile de gauche porte la désignation Πϋρόεις Ἡρακλέους, « le fougueux d'Héraclès », une désignation de la planète Mars. Puisque Mars est le nom romain du dieu de la guerre Arès, la relation avec le dieu Artagnès-Heraclès-Arès peut être supposée ;
- l'inscription Στίλβων ᾿Απόλλωνος, « le brillant d'Apollon », peut être lue sur l'étoile du milieu, qui désigne la planète Mercure, représentée par le nom grec Hermès du dieu romain Mercure, représentant le dieu commagène Apollon-Mithra-Hélios-Hermès ;
- l'inscription sur la troisième étoile de la rangée, Φαέθων Διός, « l'extrémité brillante de Zeus », indique la planète Jupiter et le dieu principal Zeus-Oromasdès.

Cela conduit à l'opinion unanime que le relief représente une conjonction d'étoiles dans laquelle à la fois la Lune, qui était assimilée à la déesse Héra et plus tard à la personnification de la terre de Commagène, et les planètes Mars, Mercure et Jupiter se trouvent dans la constellation du Lion et passent ainsi l'étoile royale Régulus. La détermination des moments possibles pour cette position des astres et quel événement lié à Antiochus cela devrait commémorer reste un sujet de controverse.

##### Stèles d'investiture

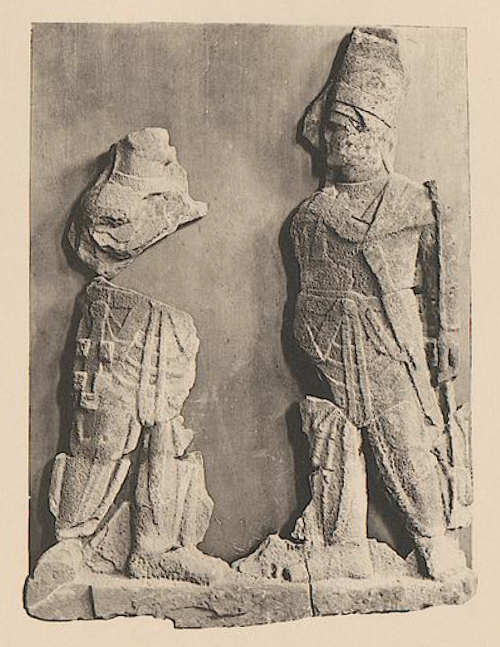
Scène d'investiture de la terrasse ouest. Musées d'État de Berlin.

Une autre rangée de probablement cinq bases a été trouvée sur la terrasse ouest au nord de la rangée des stèles de dexiosis, approximativement perpendiculairement à celle-ci. Les stèles associées ne sont que partiellement conservées. En plus de deux reliefs avec des figures vraisemblablement féminines, qui occupent les positions latérales dans la rangée de bases et dont on peut voir principalement des contours, une assez grande partie de la stèle centrale a été conservée. Ces éléments ont été trouvés dans des fragments par Humann et Puchstein, qui les ont rapportés à Berlin.
Sur la terrasse est, à l'extrémité sud, sous la rangée de statues monumentales, à l'ouest de la galerie d'ancêtres maternels, se trouvait une rangée similaire de bases, où l'équipe de Goell et Dörner a trouvé un relief comparable.
La stèle occidentale montre deux hommes se faisant face dans la posture habituelle, leurs corps face au spectateur et leurs visages face à face. Le personnage de droite porte la tiare arménienne, un manteau sur la cuirasse, une chemise avec une ceinture et des bottes. Une épée est suspendue dans son fourreau à gauche. Les surfaces des vêtements et de l'équipement ne sont ni travaillées ni décorées, ce qui montre que le travail est inachevé.
La tête, les deux bras et des parties de la poitrine manquent sur la figure de gauche. Pour autant que l'on puisse voir, les vêtements et l'équipement correspondent à celle de droite. Sur la contrepartie orientale, les personnages étendent leurs mains droites l'une vers l'autre et tiennent ainsi ensemble un diadème. À partir de là, on peut conclure qu'il s'agit d'une scène d'investiture, le personnage de gauche recevant une dignité royale du personnage de droite.
On ne peut pas déterminer s'il s'agit d'Antiochus Ier qui est introduit au pouvoir par son père Mithridate Ier, ou si Antiochus lui-même fait roi son fils Mithridate II. Aucune trace d'inscription n'a été trouvée. On ne peut que spéculer sur l'identité des figures féminines de côté.
En raison du diadème tenu par les deux personnes ensemble, la scène d'investiture est également connue sous le nom de « Stephanophoros » (porteur de la couronne).

##### Stèles des ancêtres
Les deux terrasses (est et ouest) comportent deux rangées de stèles en bas-relief, dont l'une montre les ancêtres du roi Antiochus, persans du côté paternel et séleucides du côté maternel. Sur la terrasse est, les deux rangées sont disposées perpendiculairement aux statues monumentales en se faisant face, les ancêtres persans au nord et les ancêtres grecs au sud, alors que sur la terrasse ouest, les stèles sont disposées perpendiculairement entre elles, par manque de place. Devant chaque relief ancestral se trouvait un petit autel cubique composé de trois blocs de pierre, avec une longueur d'arête comprise entre 0,75 m et 1 mètre. Le dos de chaque stèle porte une inscription composée du nom d'Antiochus, au nominatif avec ses titres et ceux de ses parents, et le nom de la personne représentée, à l'accusatif avec le nom du père. Sur les deux terrasses, les stèles des ancêtres paternels comprennent 15 personnes, celles des ancêtres maternels, 17 personnes,.

Terrasse ouest : stèles des ancêtres
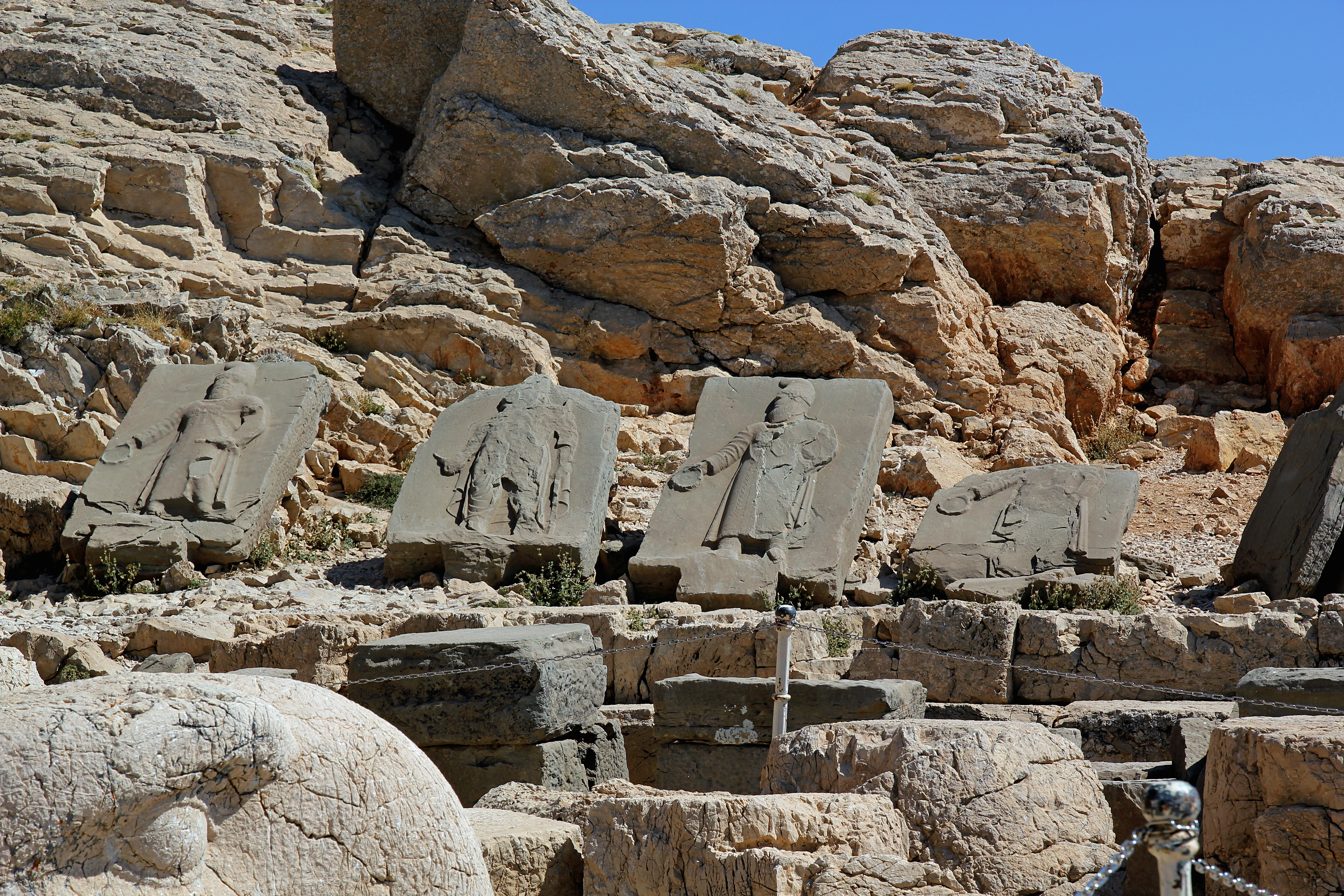
Stèles des ancêtres perses
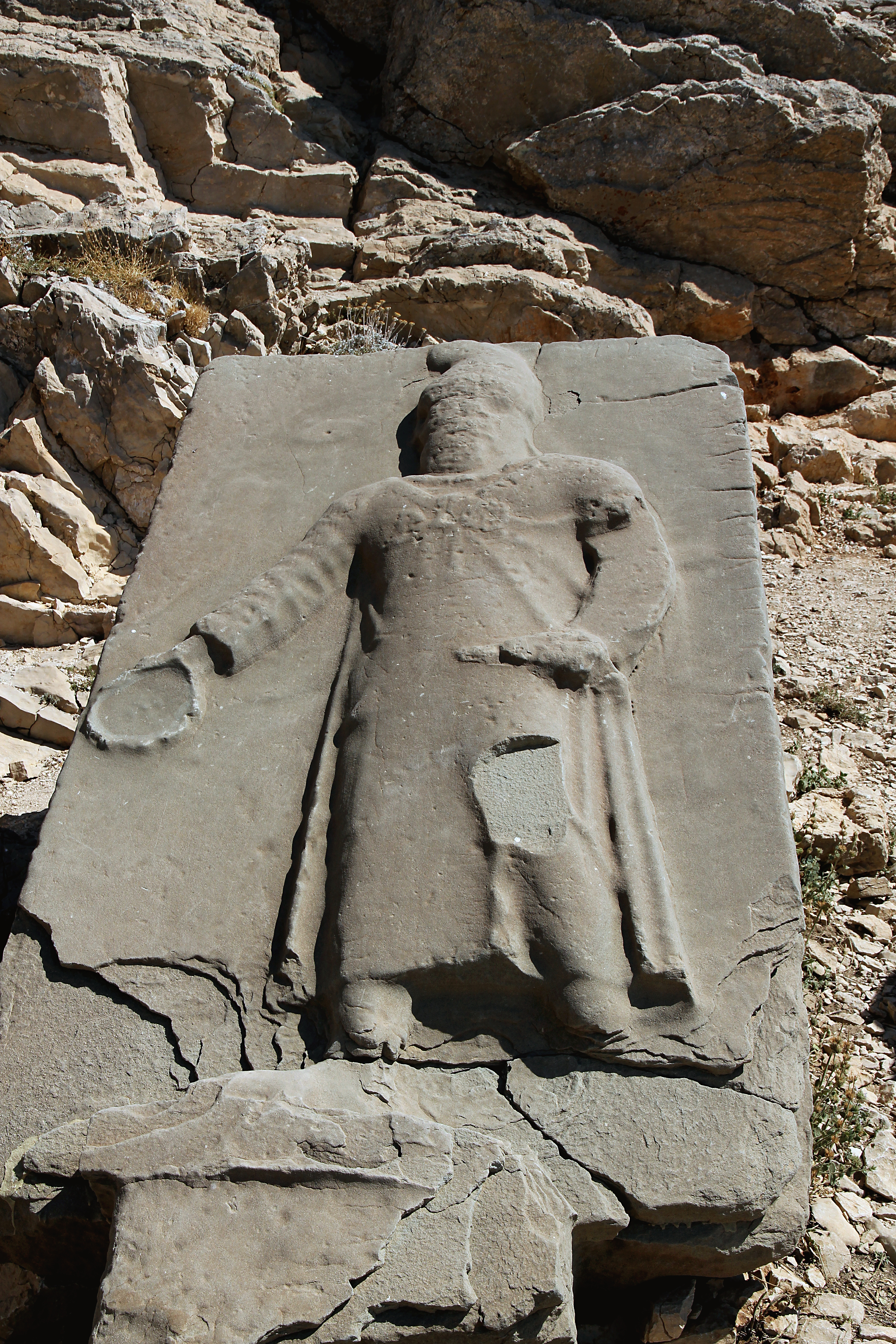
Stèle de Darius
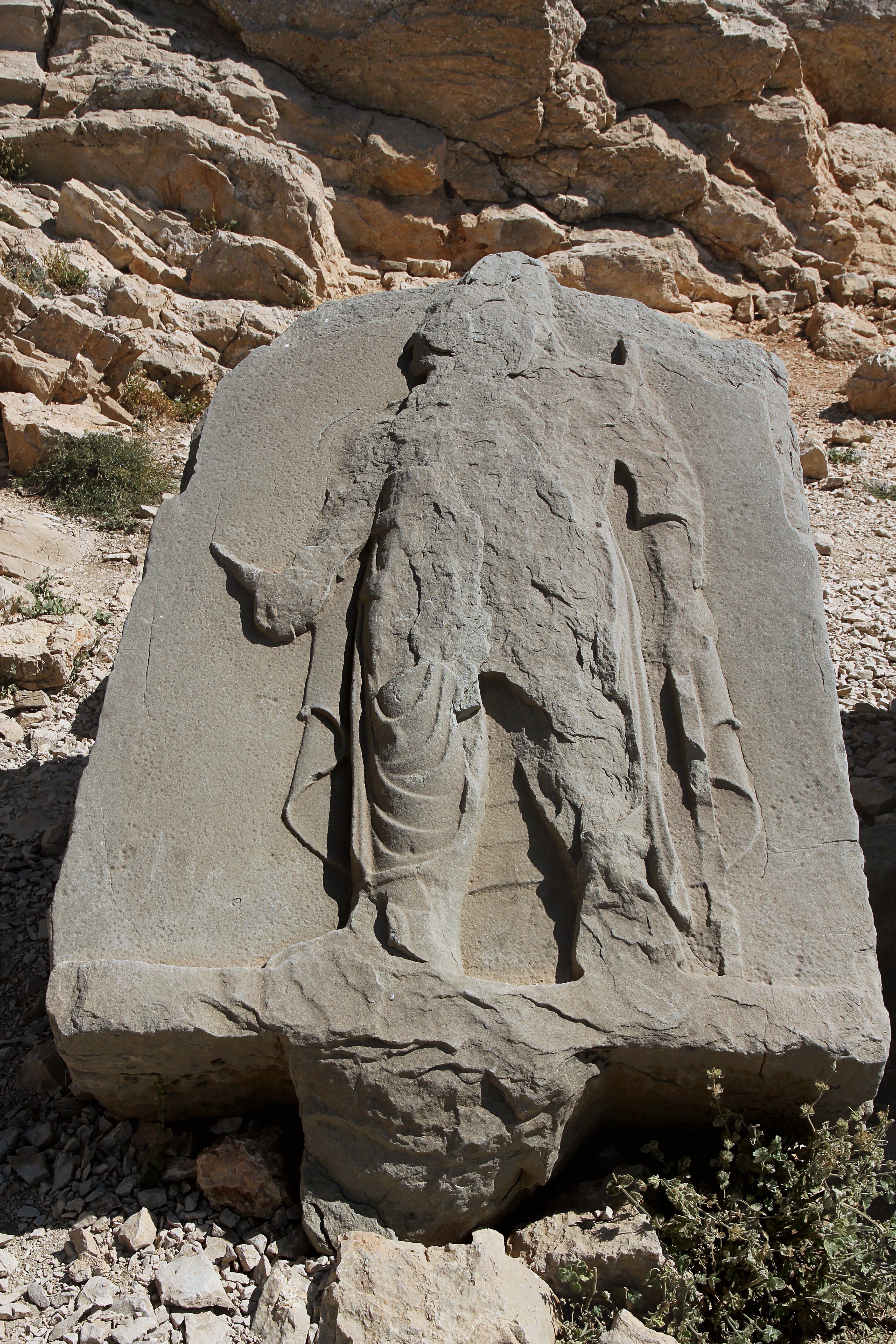
Stèle de […]danès
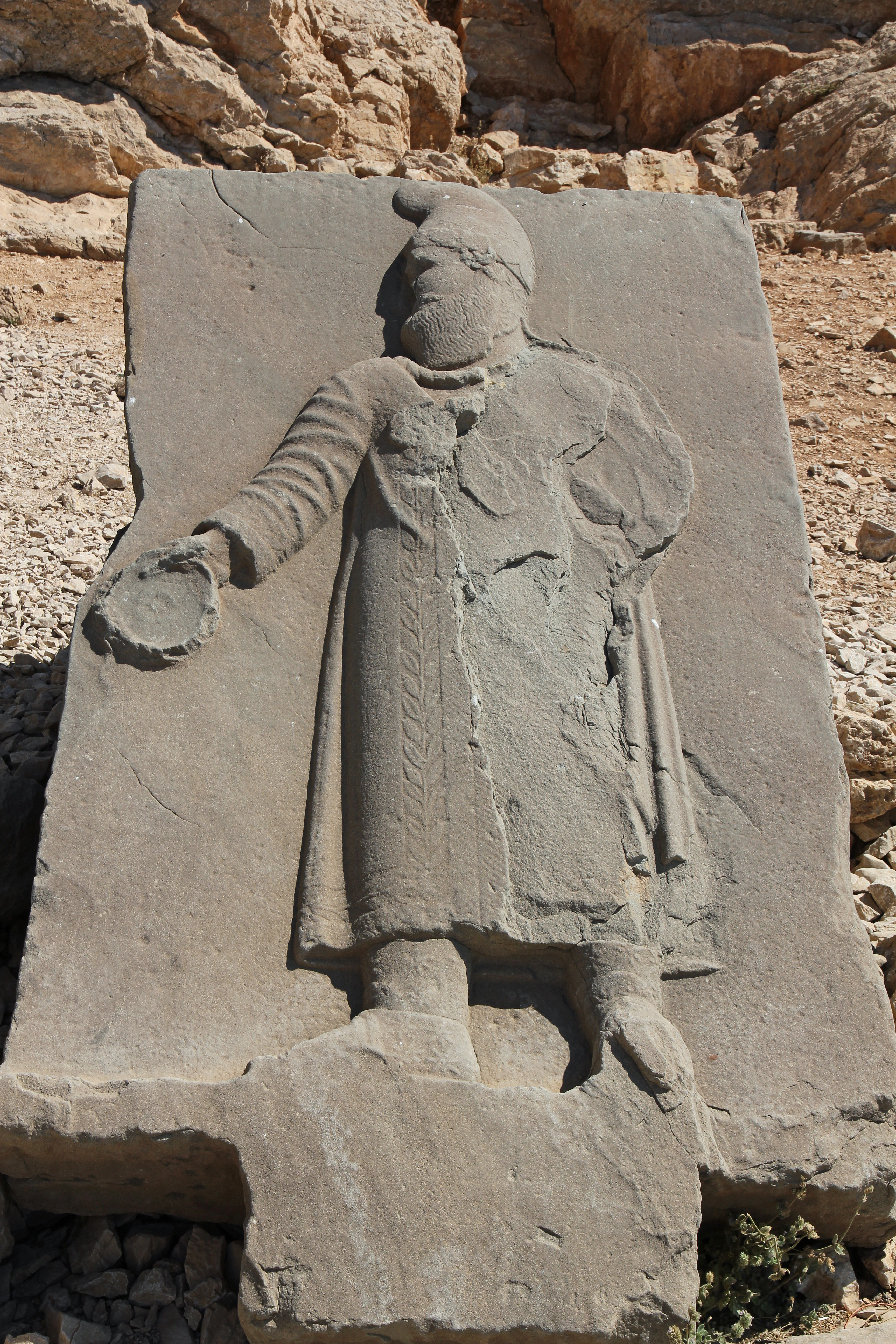
Stèle de Xerxès

#### Inscription cultuelle

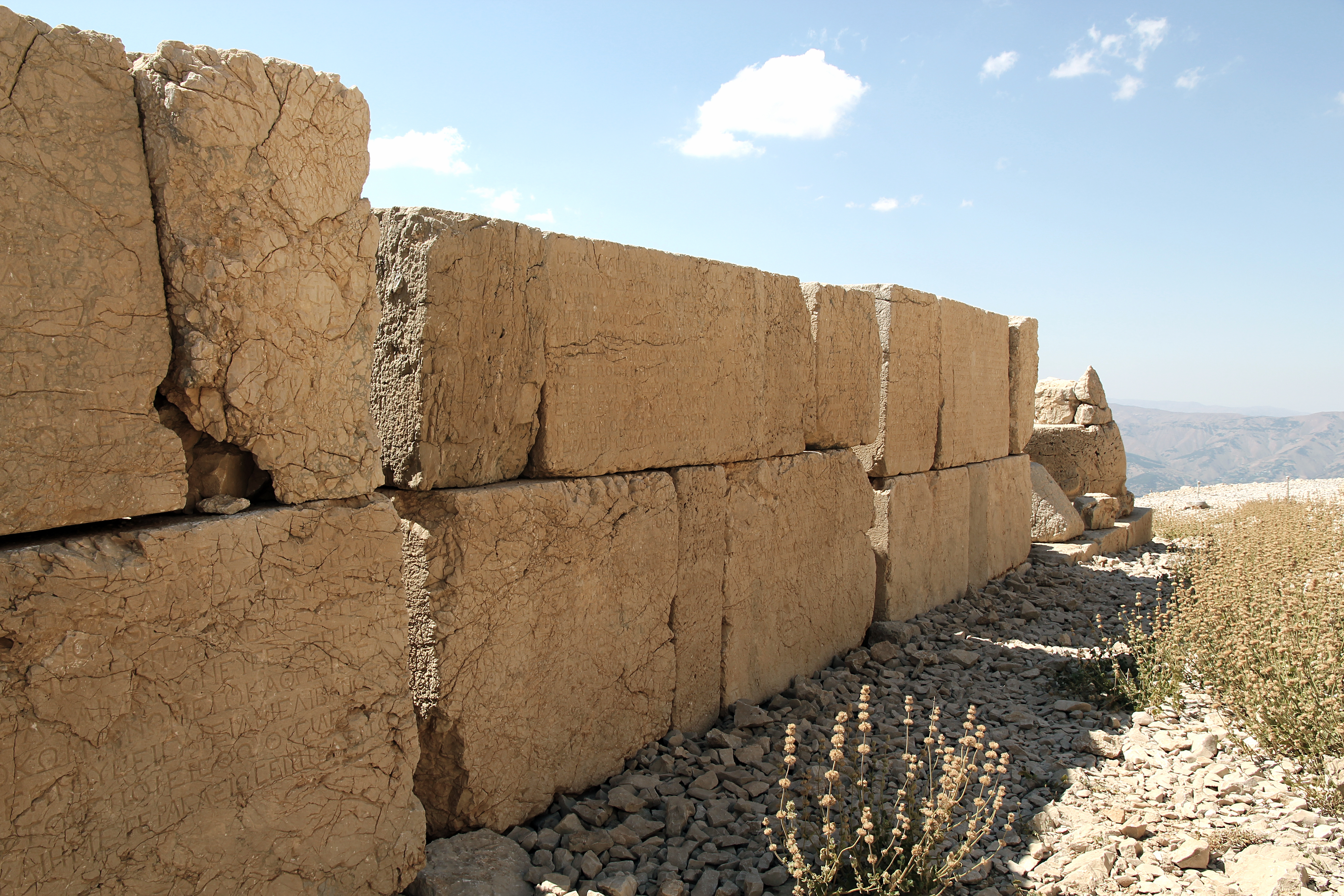
L'inscription de la terrasse ouest, au dos des statues monumentales.

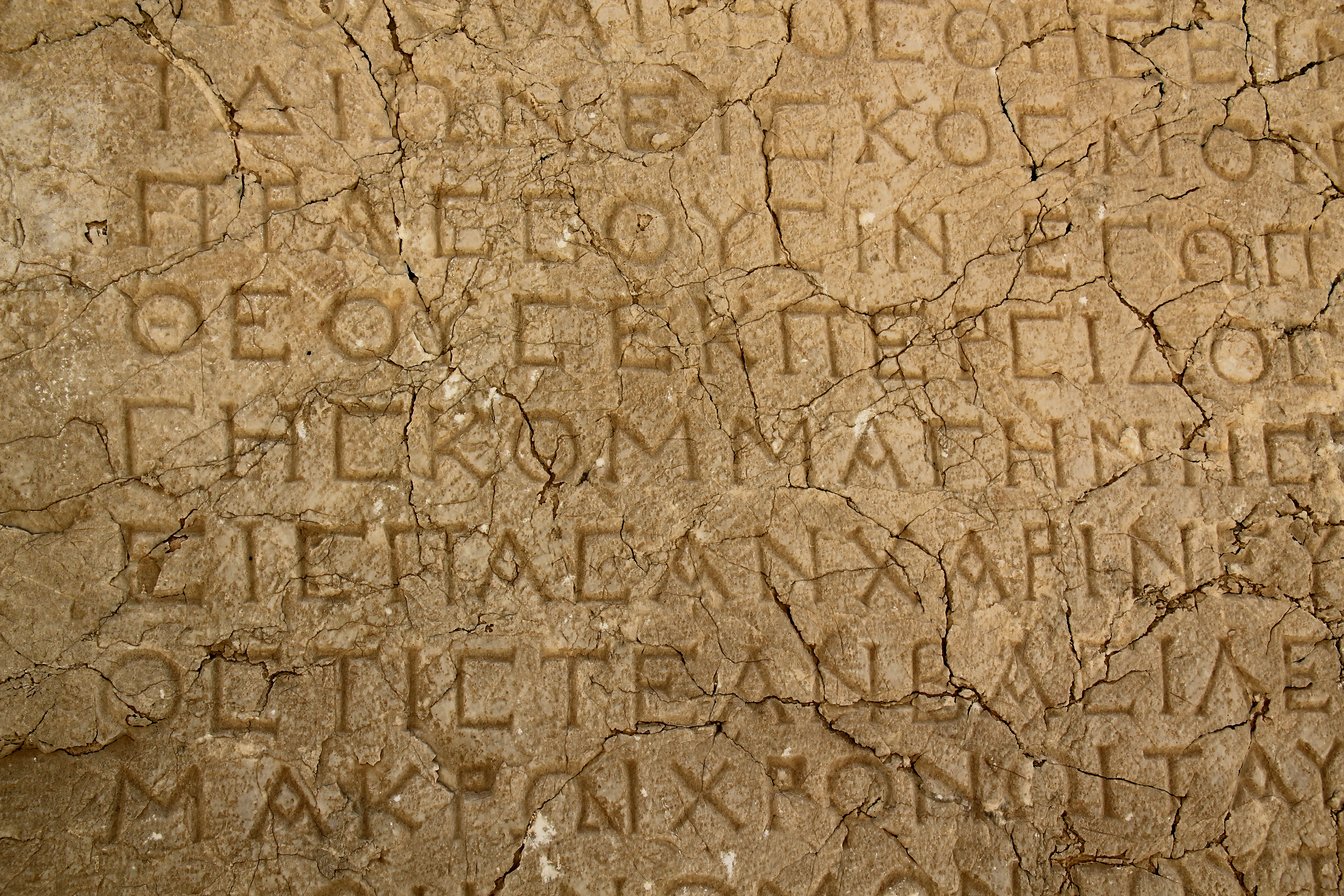
Détail de l'inscription de la terrasse ouest.

Au dos des trônes monumentaux de la terrasse ouest se trouve la mieux conservée des deux grandes inscriptions cultuelles d'Antiochus, semblable à quelques différences près à celle de la terrasse est. Selon le titre donné par le roi lui-même à cette inscription, il s'agit d'un nomos (grec νόμος, « loi »). Sur la terrasse ouest, le texte est disposé sur deux blocs de calcaire, tandis que sur la terrasse est, l'exécution est un peu plus monumentale et remplit les trois blocs inférieurs qui forment le trône divin. En termes de contenu, les deux textes sont identiques, mais la version occidentale, mieux préservée, permet de combler la plupart des lacunes du texte oriental.
Dans ce long texte, Antiochus se présente d'abord avec son ascendance et tous ses titres et épithètes :
« [Βασιλεύς μέ]γας ᾿Αντίοχος Θεὸς Δίκαιος [᾿Επιφ]αν[ὴς] Φιλορώμαιος καὶ Φιλέ[λλ]ην, ὁ ἑκ βασιλέως Μιθραδάτου Καλλινίκου καὶ βασιλίσσης Λαοδίκης θεᾶς Φιλαδέλφου τῆς ἐκ βασιλέω[ς] ᾿Αντιόχου ᾿Επιφανοῦς Φιλομήτορος Καλλινίκου ἐπὶ καθωσιομένων βάσεων ασύλοις γράμμασιν ἕργα χάριτος ἰδίας εἰς χρόνον ἀνέγραφεν αἰώνιον... »

« Le grand roi Antiochus, divin, juste, Épiphane, ami des Romains et des Hellènes, fils du roi Mithradate Kallinikos et de la reine Laodicé, divine, dévouée à son frère, fille du roi Antiochus Épiphane, dévoué à sa mère, victorieux, a gravé de lettres éternelles le récit de ses hauts faits sur ce trône sacré… »

Antiochus poursuit son nomos par la description de sa vie, mettant surtout l'accent sur sa piété éternelle, qu'il considère « comme sa défense la plus loyale et son inimitable délice ». Pour cette raison, il a construit sa tombe et son lieu de culte « autour du sommet des gorges du Taurus ». Puis il donne des instructions pour mener à bien les activités de culte. Le prêtre nommé par lui doit revêtir des robes perses les jours fériés et couronner ses aides avec des couronnes d'or. Des sacrifices d'herbes, d'encens, de vin et de nourriture doivent être offerts sur les autels. La foule rassemblée doit être accueillie avec courtoisie, recevoir de la nourriture et des boissons et se divertir avec de la musique. Il stipule également que les personnes désignées par lui pour les célébrations ne peuvent être réduites en esclavage ou autrement vendues par quiconque et pour toujours. Les villages chargés de fournir les festivités, « que j'ai consacrées comme propriété inviolable des dieux », ne doivent pas être attaqués ni endommagés. Il se termine par la menace de la colère irréconciliable des dieux et des ancêtres divinisés pour quiconque enfreindra cette ordonnance. De même, ceux qui lui obéissent doivent être assurés de la grâce éternelle des dieux.
Le philologue classique Eduard Norden (de) décrit cette inscription comme « le monument le plus important de la prose grecque d'une époque dont presque rien n'a été conservé ».